# Schlacht am Ourcq (1914)

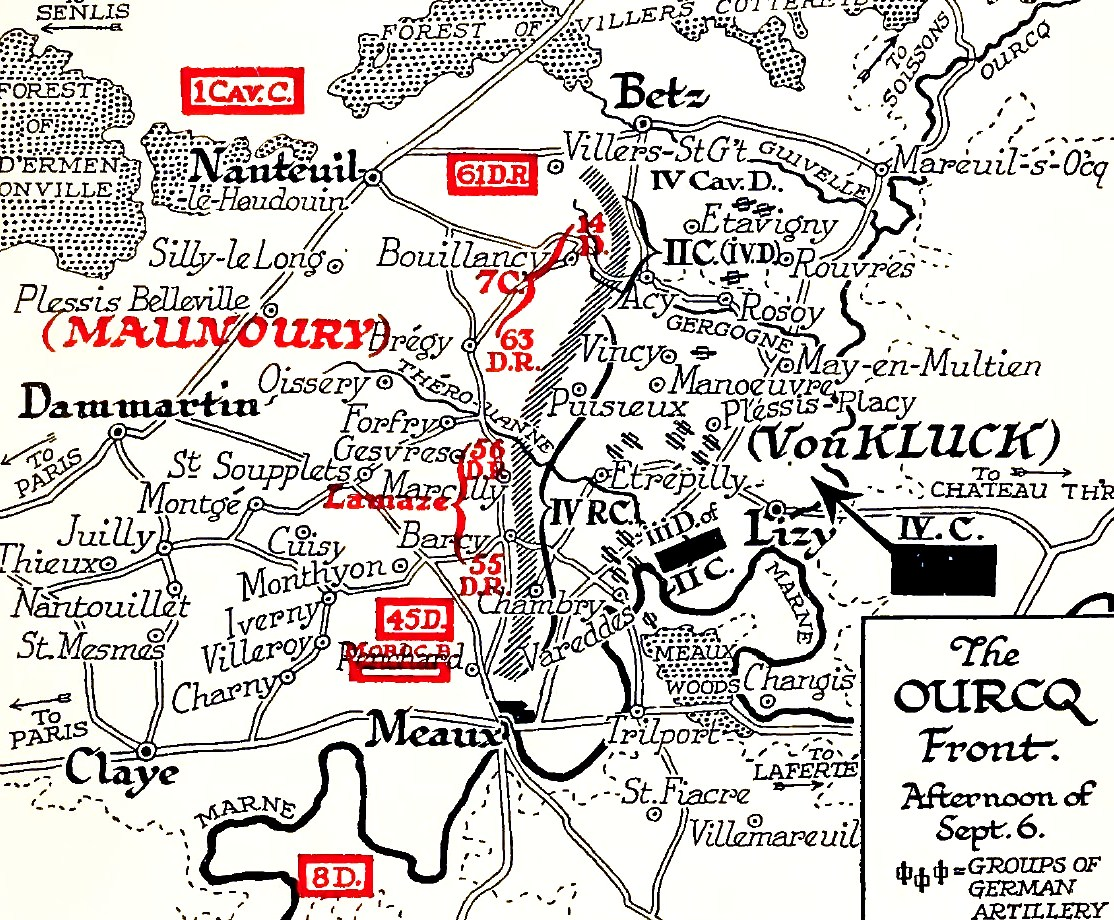
Front am Ourcq am 6. September 1914

Die Schlacht am Ourcq (französisch: Bataille de l’Ourcq) vom 5. bis 9. September 1914, war zu Beginn des Ersten Weltkrieges ein wichtiger Kampfabschnitt der im Raum nordöstlich und östlich Paris ausgetragenen Marneschlacht. Dabei erfolgten starke Flankenangriffe der französischen 6. Armee (General Joseph Maunoury) gegen die im Rahmen des Schlieffenplanes am äußersten rechten Flügel operierenden deutschen 1. Armee (Generaloberst Alexander von Kluck), welche schließlich im Zusammenwirken mit den englisch-französischen Gegenangriffen im Raum am Grand und Petit Morin in Richtung auf Château-Thierry den allgemeinen deutschen Rückzug an die Aisne erzwangen. Das Schlachtfeld wurde im Norden vom Bois du Roi und Lévignen nach Osten durch den Fluss Ourcq von La Ferté-Milon bis Lizy-sur-Ourcq begrenzt, bevor er zwischen Congis und Varreddes in den Canal de l’Ourcq und die Marne einmündet. Das Schlachtgelände wird von der Grivette, Gergogne und der Thérouanne durchzogen und besteht aus einem hügeligen Plateau, das mit zahlreichen Dörfern, Obstgärten und Getreidefeldern besetzt war.

## Übersicht

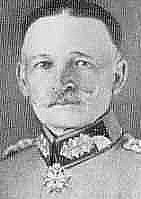
Hans von Gronau

Die erste Konfrontation erfolgte am 5. September im Raum nordöstlich von Paris. Die Entscheidung des Generals der Artillerie Hans von Gronau, Kommandeur des deutschen IV. Reserve-Korps zur offensiven Aufklärung, offenbarte der Führung der deutschen 1. Armee die Gefahr, die aus dem Festungsbereich Paris drohte. Nachdem er seine Aufgabe erfüllt hatte, traf Gronau eine ebenso richtige Entscheidung – sich auf eine Stellung hinter der Thérouanne zurückzuziehen, um sich zu verstärken. Noch am 6. September kämpften 42 deutsche Bataillone gegen 75 französische Bataillone, bei der Artillerie kam die Überlegenheit der Franzosen mit nur 14 Kanonen zum Ausdruck. Es zeigte sich, dass bei der französischen 6. Armee „das Mittel zur Lösung der Schlacht in Kanonen lag“. Um die lange Front stützen zu können, musste das II. Armee-Korps geteilt eingreifen: Die 3. Infanterie-Division beschränkte sich auf die Verteidigung, die 4. Infanterie-Division führte zusammen mit der 7. und 22. Reserve-Division die Kämpfe gegen die Franzosen. Am 7. September behielten die Franzosen noch immer ihre zahlenmäßige Überlegenheit: 87 Bataillone gegen 67 deutsche; allerdings konnte die deutsche Seite bereits 402 Geschütze (davon 32 schwere Haubitzen) gegen 312 der Franzosen einsetzen. General Sixt von Armin war bestrebt, die 8. Infanterie-Division geschlossen zu halten, doch die kritische Lage erzwang die 15. Infanterie-Brigade sofort zur Verstärkung des IV. Reserve-Korps einzusetzen. In den Kämpfen an diesem Tag war es nur mehr möglich, die Franzosen abzuwehren; nachts musste sogar ein kleiner Rückzug der Nordgruppe angeordnet werden.
Der 8. September verlief weniger heftig, die Kämpfe bestanden hauptsächlich aus Artilleriegefechten auf beiden Seiten. An diesem Tag traf die 6. Infanterie-Division des III. Armee-Korps an der Ourcq-Front ein, die 5. Infanterie-Division blieb an der unteren Marne zurück, wo ein Durchbruch drohte. In der Nacht näherte sich auch das IX. Armee-Korps. Jetzt verfügte der nördliche Frontflügel am Fluss Ourcq auch bei der Infanterie über eine zahlenmäßige Überlegenheit gegenüber dem Feind: 43 Bataillone mit 40 Batterien gegenüber 20 französische Bataillone mit 19 Batterien. In der Mitte standen 78 Bataillone und 77 Batterien 95 französische Bataillone mit 84 Batterien gegenüber. Schließlich standen im Süden an der Marne nur 11 Bataillone mit 12 Batterien im Vergleich zu 76 englischen und französischen Bataillonen mit 78 Batterien. Erst am Morgen des 9. September konnte an der deutschen Nordflanke ein Vorteil erzielt werden, der durch die Lage an der Marne hinfällig wurde.

## Vorgeschichte
Am 27. August blieb die französische 5. Armee bei Guise an der Oise stehen und wartete Verstärkungen für den vom französischen Oberbefehlshabern General Joffre geforderten ersten Gegenstoß ab, der aber an den beiden Folgetagen in der Schlacht bei St. Quentin scheiterte. Der französische Oberbefehlshaber General Joseph Joffre gab seinen Plan zum Gegenangriff nicht auf, gemäß der Lage sollte der linke Heeresflügel im Raum nördlich Paris weitere Verstärkungen erhalten und zum Zeitpunkt der Gegenoffensive versuchen, den deutschen rechten Flügel zu zerschlagen, während der Rest der Fronttruppen vorläufig starken Widerstand leisten und dann ebenfalls Gegenangriffe führen sollte.

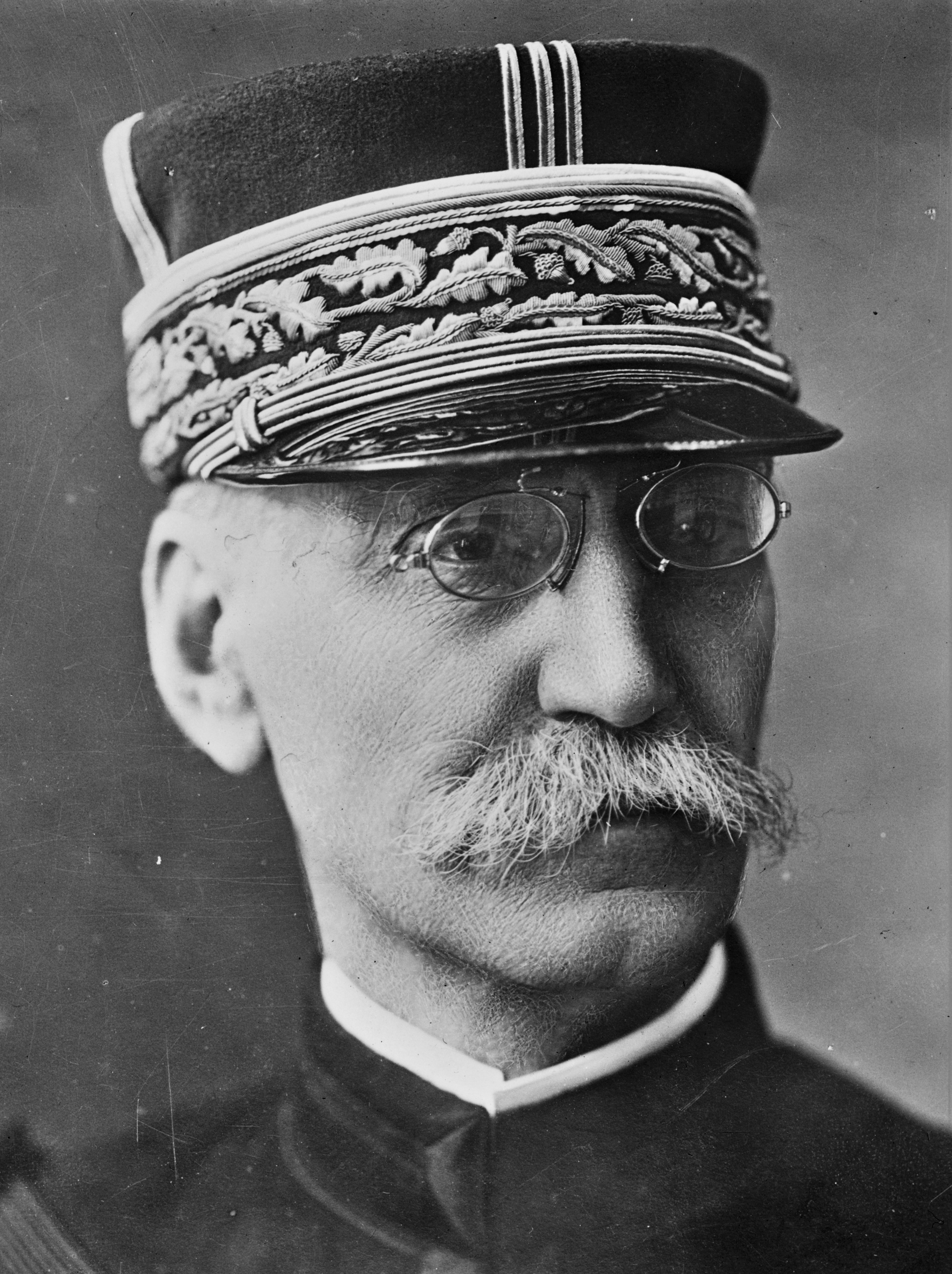
Joseph Gallieni

Der Militärgouverneur von Paris, General Joseph Gallieni konnte sein Kommando zur Verteidigung der Hauptstadt in eine weitaus wichtigere Aufgabe umwandeln. Gallieni erkannte während des französischen Rückzuges schnell, dass die Armee von Paris eine wichtige Rolle in der folgenden Entscheidungsschlacht spielen konnte. Er pochte darauf dass die Streitkräfte von Paris und die Armeen auf dem Feld zusammen operieren mussten, wenn General Joffre die Offensive wieder aufnehmen sollte. Ab 27. August wurde die neue französische 6. Armee aufgestellt und unter das Kommando von General Joseph Maunoury gestellt. Vom 27. August bis 2. September wurden dafür das 7. Corps aus dem Elsass und die 55. und 56. Reserve-Division aus Lothringen herangeführt. Aus dem befestigten Bereich von Paris wurden bis zum 5. September die 61. und 62. Reserve-Division, sowie eine marokkanische Brigade (General Ditte) in Aussicht gestellt. Als weitere Verstärkung wurde das 4. Corps aus dem Verband der 3. Armee und die aus Afrika im Antransport befindliche 45. Division zugesagt. Auf dem äußersten linken Flügel der 6. Armee blieb das Kavalleriekorps des Generals Sordet mit der Sicherung betraut; und noch weiter nördlich und westlich sperrten mehrere Territorial-Divisionen den unteren Lauf der Somme von Picquigny bis zum Meer.
Die British Expeditionary Force (BEF) hatte sich Ende August hinter dem Wald von Crécy, in die Nähe der versorgenden Eisenbahnverbindung südlich von Paris zurückgezogen. In kaum drei Wochen hatten die Briten in zwei großen Schlachten und viele kleinere Engagements mit der deutschen 1. Armee gekämpft und hatten sich in zwölf Tagen 160 Meilen zurückziehen müssen, dabei viel Material und fast ein Fünftel der ursprünglichen Stärke – etwa 15.000 Mann verloren.
Am 1. September griff die deutsche 4. Kavallerie-Division (Generalleutnant Otto von Garnier) die englische Nachhut auf der Linie Verberie-Néry (Gefecht bei Néry) an, die zunächst erfolgreich standhielt aber nach dem Nachrücken der deutschen Infanterie bald nachgab. Die französische 6. Armee nahm derweil Positionen zwischen Sacy-Le-Grand und Verberie ein, die östlich anschließende englische 4th Division (Generalmajor Thomas D’Oyly Snow) erweiterte die Front nach rechts. Die 111. Brigade der 56. Reserve-Division rückte von Chamant heran und die 112. Brigade stand westlich von Senlis in Reserve. Maunoury befahl seinen Truppen die Defensive und Verschleierung, die nach Süden vorrückten deutschen Kolonnen durften nach Joffres Weisung nicht angegriffen werden. Die marokkanische Chasseur-Brigade und die Kavalleriedivision hatten Befehl die Frontlücke bei Senlis-Chantilly zu decken. Die französisch-englische Linie verlief am Abend entlang der Orte Pont Pont-Sainte-Maxence, Mont-l’Évêque, Montépilloy, Fresnoy.
Am 1. September besetzte die französische 6. Armee die Linie Bresles, Clermont, Sacy-le-Grand, Verberie, rechts schloss die englische 4th Division an. Die 56. Reserve-Division bis zum Mittag die Positionen vom Vortag mit Blick auf den Osten zu halten, um die Linie Creil-Chantilly zu decken; von Mittag an sollte verhindert werden, dass die Deutschen aus Senlis weiter in Richtung Süden vordringen. Am Morgen des 2. September tobte auf den Höhen nordöstlich von Senlis der Artilleriekampf zwischen den Batterien des BEK und dem deutschen IV. Armee-Korps. Gemäß Tagesbefehl sollte die 56. Reserve-Division bis 12.00 Uhr die Linie Creil-Chantilly erreichen und nachmittags verhindern, dass die Deutschen südlich von Senlis weiter vordrangen. Nach der Abweisung eines Angriffes des 350. Regimentes, welches im Pontarmé-Wald als Reserve platziert war, konnten sich die Deutschen Senlis annähern, die 112. Brigade zog sich auf Neuilly-en-Thelle und Mordefontaine zurück. Gegen 10 Uhr vormittags evakuierten die Engländer die dominierende Höhen von Montépilloy, wo die Deutschen sofort eine Artilleriestellung installierten, welche versuchte die französische Artillerie niederzukämpfen. Inzwischen hatte die 112. Brigade südlich von Senlis hastig eine Stellung aufgebaut, sie wurde von einer Artilleriegruppe unterstützt, die im Nordwesten von Mont-l’Évêque die deutschen Batterien von Montépilloy konterte. Um 4 Uhr wurden die letzten Staffeln, die kämpfend aus Senlis herauskamen, in sehr geringem Abstand von der deutschen Vorhut verfolgt und unter Artilleriefeuer genommen. Angesichts eines Gegenangriffs der 350. Regiment, welches im Wald von Pontarmé als Reserve fungierte, mussten die Deutschen nach Senlis zurückkehren und den neuerlichen Widerstand brechen.
Die französische 6. Armee setzte derweil ihre Rückzugsbewegung nach Südosten fort, um die Verteidigung des nordöstlichen Sektors von Paris an der Linie Creil – Thérain – Montgé-en-Goële – Dammartin-en-Goële – Villaines-sous-Bois – Ableiges zu gewährleisten. Gallienis Stabschef General Clergerie informierte das Große Hauptquartier telefonisch, dass die 6. Armee am Nachmittag nach Osten vorgehen und am linken Ufer der Marne zum Gegenangriff schreiten wird. Gallieni wollte die geschlossene Front mit den Briten sichern und dementsprechend besuchte er das Hauptquartier von John French, das zu dieser Zeit in Melun lag. Der abwesende britische Oberbefehlshaber war aber einige Meilen entfernt bei seinen Truppen. Nach seiner Rückkehr wurde Gallieni ein Telegramm vorgelegt, das von General Joffre stammte und dessen Entscheidung zum baldigen Gegenangriff ankündigte, sobald die in der mittleren Front neu gebildete 9. Armee dazu bereit wäre.
Am 3. September überschritt die deutsche 1. Armee die Marne zwischen La Ferté-sous-Jouarre und Chateau-Thierry und setzte die Verfolgung fort, ohne dass es noch zu größeren Kampfhandlungen kam, da die französische 5. Armee weiter zurückwich. Die Versuchung für den deutschen Generalstab muss groß gewesen sein, direkt auf Paris vorzustoßen, aber die Bedrohung durch die französisch-englische Armee blieb bestehen und die erste Aufgabe bestand darin, zunächst die alliierten Streitkräfte zu vernichten, die Stadt würde dann wie eine reife Frucht gepflückt werden.
Am Abend des 3. September hatte die deutsche 2. Armee die Marne zwischen Château-Thierry und Binson erreicht. Entgegen den Befehlen der Heeresleitung, stand die 1. Armee nicht einen Tag hinter Bülow, sondern war der 2. Armee sogar einen Tag voraus. Am Abend des 4. September erreichte die 2. Armee die Linie Pargny-Dhuis und Verdon (VII. Armee-Korps), Breuil (X. Reserve-Korps), Mareuil-en-Brie und Ablois-Saint-Martin (X. Armee-Korps), Damery und Épernay (Gardekorps). Am folgenden Tag gab Generaloberst von Bülow den Befehl zum Vorstoß auf die Linie Montmirail-Vertus.
Joffres Plan war einfach; Moltkes Plan war kompliziert und wurde zudem sehr schwerwiegend durch die Tatsache, dass Generaloberst von Kluck nicht die Absicht hat, die erhaltenen Befehle buchstabengetreu auszuführen. Das IV. Reservekorps, bestehend aus der 7. Reserve-Division (Graf von Schwerin) und der 22. Reserve-Division (Riemann), war auf den Höhen von Multien mit der 4. Kavalleriedivision angehalten worden, um an Ort und Stelle zu bleiben und Paris zu beobachten.
Das II. und IV. Armee-Korps hatten ihre Front nach Südosten ausgerichtet und überquerten den Ourcq bei Lizy und Mareuil, um die englische Armee zu verfolgen. Das IV. Reserve-Korps hatte die Linie Luzarches-Mortefontaine erreicht und seine Patrouillen wurden nahe Ecouen vorgeschoben, nur noch 13 Kilometer von Paris entfernt. Das IV. Armee-Korps wandte sich dann nach Osten, um die Flanke der südwärts an Paris vorbei operierenden 1. Armee zu schützen. Die Aufgabe des IV. Reservekorps bestand darin, von der Region Nanteuil in die Region Marcilly-Chambry zu gelangen.
In Ausführung früherer Befehle der OHL rückte die 1. Armee zwischen Rebais und Montmirail in Richtung der Seine vor. Zwei Armeekorps decken die Bewegung in Richtung Paris, an beiden Ufern der Marne. Der Großteil – die drei Korps am linken Flügel der Armee – das IV., III. und IX. Armeekorps hatte den rechten Flügel der 2. Armee zu unterstützen schwenkte in Richtung Montmirail. Die Lage, mit der von Kluck am 4. September ab 19 Uhr konfrontiert war, veränderten seine Pläne grundlegend; am 5., am Morgen, befahl er dem IV. Reserve-Korps den Vormarsch zu stoppen. Die abgesandte Aufklärung des Generals von Gronau entdeckte in Richtung Dammartin französische Truppen und beschloss, in diese Richtung einen Vorstoß auszuführen, um zu sehen, mit welchen feindlichen Kräften man konfrontiert war.
General Gallieni, der mit Hilfe seiner Flugaufklärung das Geschehen der gegnerischen Front zwischen Nanteuil-le-Haudouin und Lizy-sur-Ourcq beobachtete, erkannte die Möglichkeit einer eigenen Flankenbewegung. Gallieni beabsichtigte vorerst seine verfügbare Kavallerie einzusetzen und setzte auf den gleichzeitigen Angriff der britischen Armee, dessen Hauptquartier ihm um 21:45 telegraphierte, dass die BEF morgen „in die Offensive gehen und die Linie Ormeaux-Tournan-Ozoir besetzen wird“. Schließlich versuchte Gallieni die Linke der 6. Armee abzusichern, nachdem deutsche Streitkräfte, die in Richtung Beauvais vorgehend, gemeldet werden. Alle diese Vorbereitungen sprachen für das Urteilsvermögen des Generals Gallieni und sobald er seine Befehle erteilt hatte, überließ er die weitere Operationsführung der 6. Armee den Hände des Generals Maunoury.
Ein vom Kommandeur der 7. Reserve-Division unterzeichneter Befehl, der in Puisieux abgefangen wurde und auf den 5. September um 1 Uhr morgens datiert war, besagte: „Um 4:45 Uhr morgens muss das IV. Reserve-Korps in Richtung Marne aufbrechen; es muss den Fluss überqueren ... und dann nach Paris abbiegen. Das II. Armee-Korps muss bei Coulommiers den Grand Morin überqueren und dann seine Front nach Westen, in Richtung Paris, wenden“. Dieser Befehl stellt die Absicht von Klucks außer Zweifel, weder das 4. Reserve-Korps noch die 4. Kavalleriedivision bei Acy-en-Multien unbeweglich zu lassen. Beide müssen gemeinsam und in einer einzigen Bewegung nach Süden absteigen. Der linke Flügel Klucks – das IX. Armeekorps erreichte Courboin südlich der Marne und warf letzte Teile des vor der deutschen 2. Armee zurückgehenden Gegners zurück. Im Einverständnis mit der Obersten Heeresleitung wollte die deutsche 1. Armee die Marne-Übergänge zwischen Château-Thierry und Damery noch am Abend zu gewinnen. Die Ziele wurden erreicht und die Marne-Brücken unversehrt in Besitz genommen.
Am 4. September war die Schwenkung der deutschen Rechten von Gallieni erkannt worden, der diesen günstigen Umstand seiner Regierung meldete und einen Flankenangriff vorschlug. An diesem Tag veröffentlichte General Gallieni seine berühmte Proklamation: „An die Armee von Paris und Einwohner von Paris !  Die Mitglieder der Regierung der Republik verließen Paris, um der Landesverteidigung neue Impulse zu verleihen. Ich erhielt den Auftrag, Paris gegen die Eindringlinge zu verteidigen. und werde diesen Auftrag bis zum äußersten ausführen“.
Am gleichen Tag kam auch Joffre nach Rücksprache mit Gallieni zu dem Schluss, dass die Umstände für die Wiederaufnahme der Offensive günstig seien, und beschloss, den allgemeinen Gegenangriff zu beginnen, der am 6. beginnen sollte. Joffres Anweisungen empfahlen, dass am Abend des 5. alle verfügbaren Kräfte der 6. Armee zwischen Lizy-sur-Ourcq und May-en-Multien bereit sein sollten, um im Rücken der Armee Kluck den Ourcq zu überqueren. Die französische 5. Armee sollte dazu leicht nach links auf die Linie Courtacon-Esternay-Sézanne vorgehen, das Kavalleriekorps von Conneau links aufstellen, um die Verbindung mit den Briten sicherzustellen und am Morgen des 6. von Süden nach Norden anzugreifen. Die Briten hatte seit Beginn des Feldzugs mehr als 18.000 Mann verloren. Marschall French gewährte am 3. und 4. September zwei Ruhetage. Er sagte den Wiedereintritt seiner Truppen erst für 6., bei Sonnenaufgang zu, die Vormarschachse war nach Nordosten festgelegt. In der Nacht vom 5. auf den 6. fanden die Märsche französischer Verstärkungen statt, die durch neue Befehle vorangetrieben wurden. Die 45. Division (General Drude) rückte in großer Eile über die Straßen Dammartin-Brégy und Saint-Mard-Saint-Soupplets vor. Eine Reservedivision der Gruppe des Generals Ébener rückte links von der Armee auf; die 92. Territorial-Division stand im Nordosten und überwachte die deutschen Bewegungen. Schließlich musste das Kavalleriekorps Sordet in Richtung Nanteuil-le-Haudouin vorrücken, um die Flanke des linken Flügel der 6. Armee zu sichern. Gallienis Verfügung vom 4. September (20:30 Uhr) hatte den Gegenangriff erst für den 6. September geplant. Da die Schlacht dann einen Tag früher begann und die Deutschen die Bedrohung frühzeitig erkannten, führte sie ohne die beabsichtigte Überraschung auch nicht zu den erwarteten Konsequenzen.

## Beteiligte Verbände

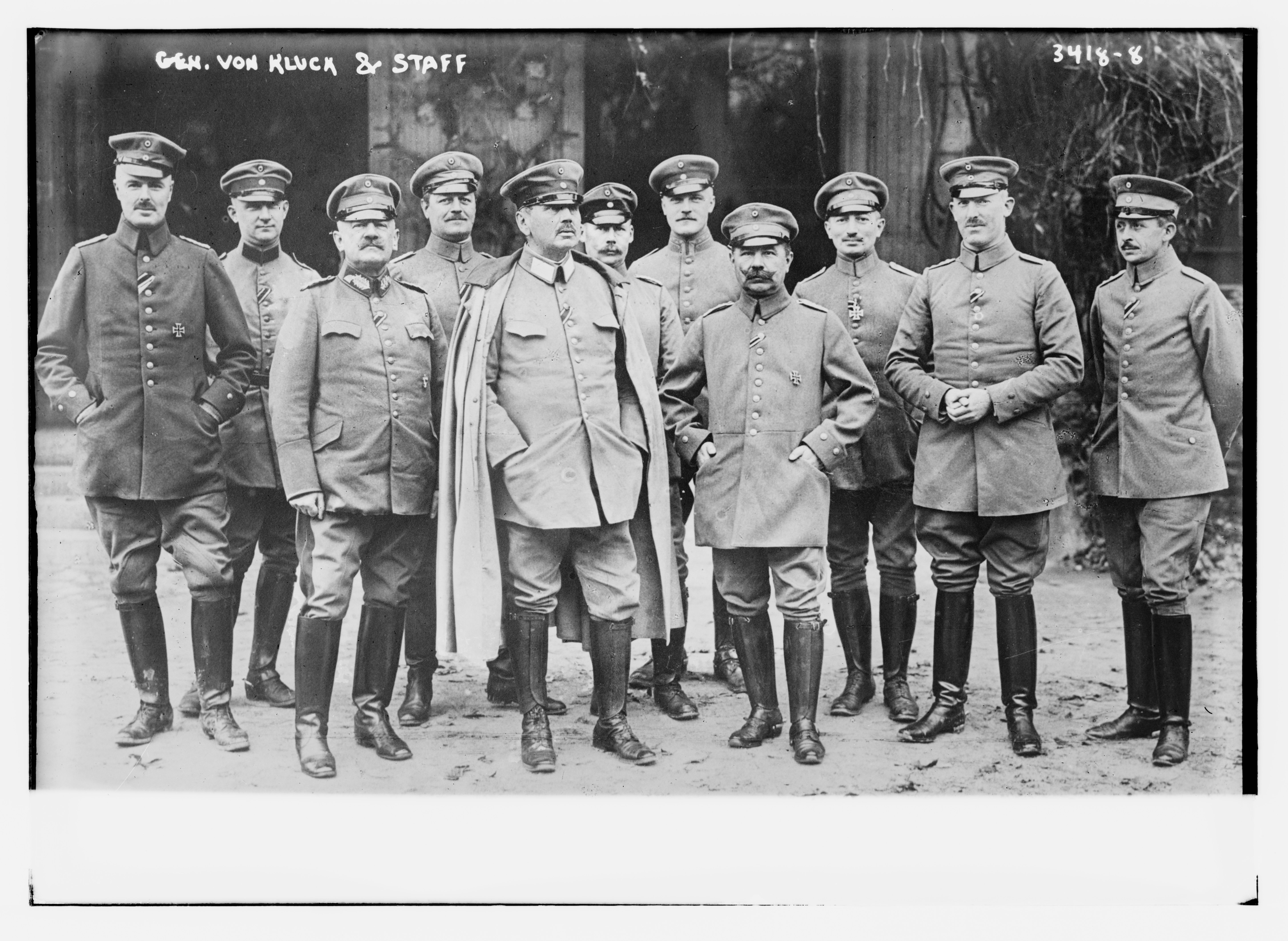
Generaloberst von Kluck und seine Stabsoffiziere

Deutsche 1. Armee, Generaloberst Alexander von Kluck, Stabschef: Gmj.
Hermann von Kuhl
IV. Reserve-Korps, General der Artillerie Hans von Gronau
- 7. Reserve-Division – GenLt. Bogislav Graf von Schwerin
- 22. Reserve-Division – GenLt. Otto Riemann, 10. und 11. Landwehr-Brigade – Oberst Werner von Lenthe, 27. Landwehr-Brigade – Genlt. Viktor Dallmer

II. Kavallerie-Korps, General der Kavallerie Georg von der Marwitz
- 2. Kavallerie-Division – Gmj. Friedrich von Krane, 4. Kavallerie-Division – GenLt. Otto von Garnier 9. Kavallerie-Division – Gmj. Eberhard von Schmettow

II. Armee-Korps, General der Infanterie Alexander von Linsingen
- 3. Infanterie-Division – GenLt. Ferdinand von Trossel, 4. Infanterie-Division – GenLt. Günther von Pannewitz

IV. Armee-Korps, General der Inf. Friedrich Sixt von Armin
- 7. Infanterie-Division – GenLt. Johannes Riedel,  8. Infanterie-Division – GenLt. Georg Hildebrandt

IX. Armee-Korps, General der Inf. Ferdinand von Quast
- 17. Infanterie-Division – GenLt. Arnold von Bauer, 18. Infanterie-Division – GenLt. Max von Kluge

Französische 6. Armee

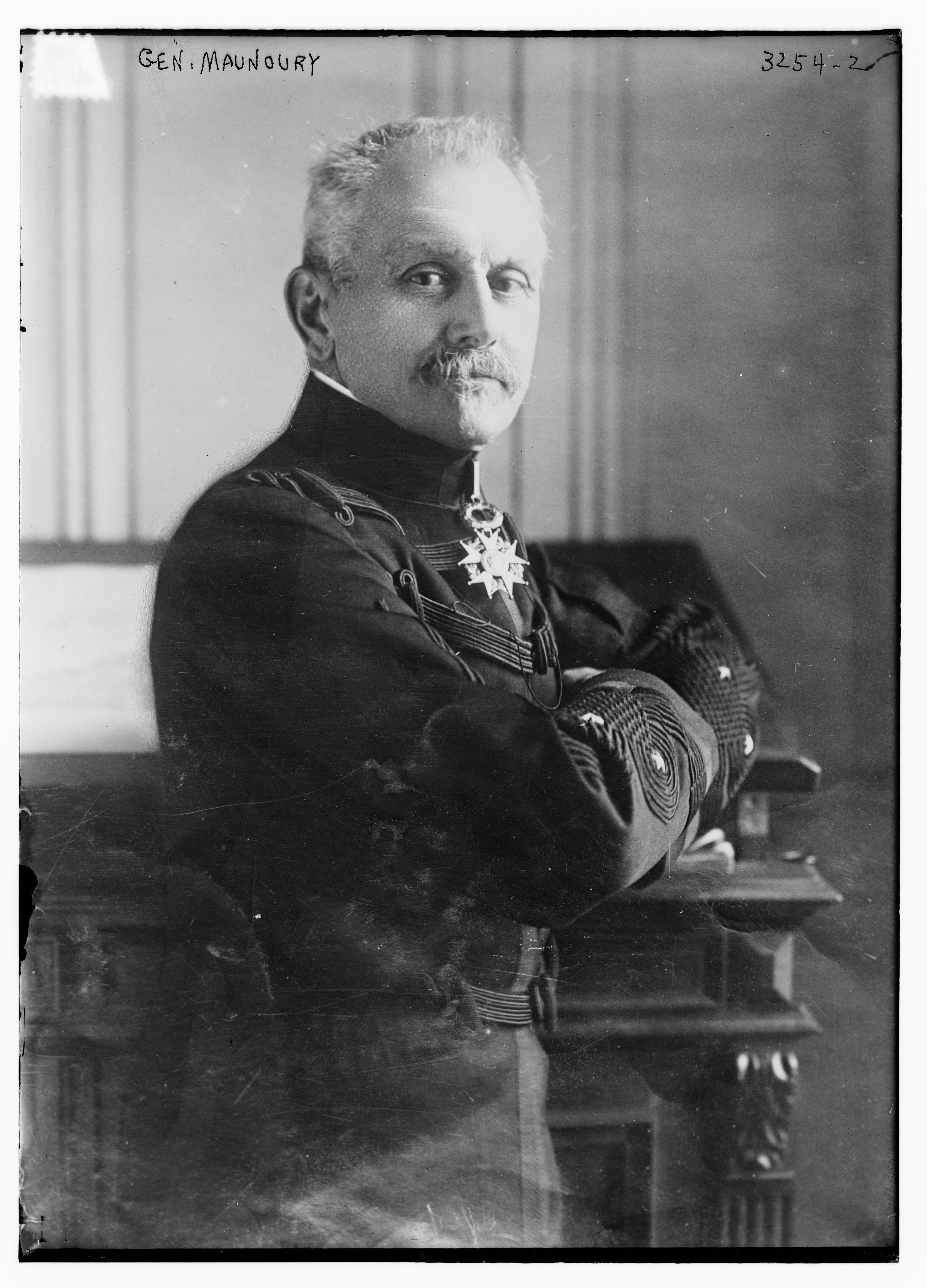
Joseph Maunoury

General Joseph Maunoury, Stabschef: Oberst Amédée Henri Guillemin
6. Reserve-Gruppe, General Charles Ebener
- 62. Reserve-Division, General Gabriel Ganeval
- Provisorische Division (5. l. Kav. Brigade), General Gustave Jean Alfred Cornulier-Lucinière

Kavalleriekorps Sordet, General André Sordet, ab 8. September General Bridoux
- 1. Kavallerie-Division, General Buisson
- 5. Kavallerie-Division, General Marie Joseph Eugène Bridoux
- 3. Kavallerie-Division, General Dor de Lastours

4. Corps, General Víctor Böelle
- 7. Infanterie-Division, General Edgard de Trentinian
- 14. Infanterie-Division, General Étienne de Villaret
- 63. Reserve-Division, General Georges Lombard
- 61. Reserve-Division, General Céleste Deprez

7. Corps, General Frédéric Émile Vautier
- 37. Infanterie-Division, General Louis Comby
- 45. Infanterie-Division, General Antoine Drude
- Marokkanische Chasseur-Brigade, General Albert Ditte

5. Reserve-Gruppe, General Beaudenom de Lamaze
- 55. Reserve-Division, General Louis Leguay
- 56. Reserve-Division, General Théodore de Dartein
- 8. Infanterie-Division, General Raoul de Lartigue

## 5. September

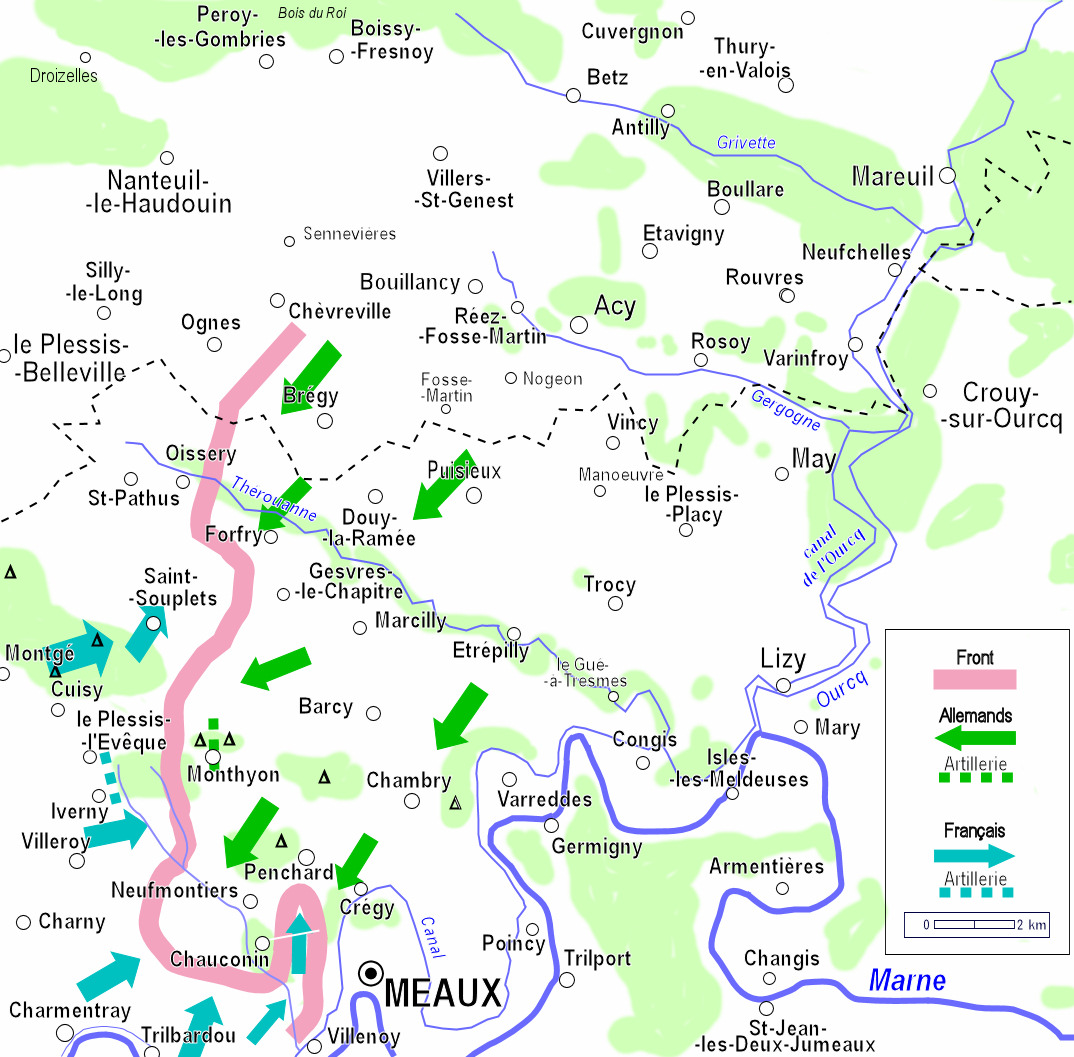
Lage am 5. September

Die drei Armeen des rechten deutschen Flügels befanden sich am 5. September in sehr unterschiedlichen Haltungen: Die 1. Armee befand sich im Süden noch im Angriff, die 2. Armee verlegte ihre Truppen und die 3. Armee legte für die Truppen einen Ruhetag ein. Am selben Tag setzten die deutsche 4. und 5. Armee ihren Vormarsch fort, aus Metz kommende Elemente rückten in Richtung Saint-Mihiel vor und der deutsche Ostflügel wurde in der Schlacht um den Grand-Couronné angegriffen. Die deutsche 1. Armee bewegte sich in Richtung des Grand Morin, den sie in Richtung Provins teilweise überquert hatte. Die Kavallerie von der Marwitz und von Richthofen, operierten auf beiden Seiten der britischen Armee: die 9. Kavallerie-Division nördlich von Crécy und die 2. Kavallerie-Division bei Coulommiers. Vom Kavalleriekorps Richthofen befand sich die 5. Kavallerie-Division rechts der Straße La Ferté-Gaucher – Provins in Richtung auf Choisy, die Garde-Kavalleriedivision war auf dem Marsch nach Chartronges.
Generaloberst Bülow erhielt am 5. September gegen 8.30 Uhr in Dormans den berühmten Funkspruch Moltkes, der ihm befahl, eine Stellung zwischen der Marne und der Seine einzunehmen und die Übergänge zwischen Nogent und Méry zu besetzen. Er hielt seine Mitte bei Montmirail an und rückte mit seinem linken Flügel bis Morains-le-Petit vor; gleichzeitig ordnete er an, dass für den folgenden Tag die Konvertierung nach rechts auf Montmirail-Marigny erfolgen würde. Die südlichen Korps der 1. Armee setzten am Morgen die Überquerung des Grand Morin in Richtung Süden fort. Im Anschluss an die Kavallerie stand das II. Armee-Korps in der Region Celle-sur-Morin-Pommeuse am Grand Morin in Alarmbereitschaft; das IV. Armee-Korps bei Choisy; das III. Armee-Korps in Sancy und Montceaux-lès-Provins und das IX. Armee Korps bei Joiselle-Esternay. Zwischen Saint-Soupplets, Monthyon, Penchard donnerten die deutschen Kanonen. Le Plessis-l’Évêque, Ivergny und Villeroy wurden von den Franzosen besetzt, wobei das letztere Dorf vom 276. Regiment der 55. Division genommen wurde. Die französische Artillerielinie etablierte sich schnell auf den Höhen nördlich und südlich von Plessis-aux-Bois und konterte den deutschen Batterien.
Der Aufmarsch der französischen 6. Armee mit Angriffsfront nach Osten verlief am Morgen des 5. September problemlos. Gegen Mittag wurden Teile des 361. Regiments, das in Saint-Soupplets stand, von deutscher Artillerie eingedeckt, die zwischen Saint-Pathus und Oissery aufgefahren war. Die Artillerie der 56. Division nahm aus Cuisy die in Monthyon installierten deutschen Batterien ins Visier, die ihrerseits in die Kolonnen der 55. Division feuerte, die über Thieux und Nantouillet vorrückten. Die marokkanischen Jäger rücken weiter südlich vor und greifen dann in zwei Gruppen an: das 1. Chasseur über Charny, Villeroy in Richtung Penchard, die 2. Chasseur über Charny in Richtung Chauconin. Gegen Mittag wurde ein Vorankommen über Ivergny hinaus nahezu unmöglich.
Mittags begann dann bei sengender Hitze unerwartet die Schlacht am Ourcq. Der deutsche Befehlshaber General von Gronau entschied sich zur Feststellung der Kampfstärke der Franzosen durch einen offensiven Vorstoß, untersagte aber allen Truppenteile die Kämpfe jenseits der Linie Cuisy-Iverny auszuweiten. Die deutsche 7. und 22. Reserve-Division trafen über Saint-Mard – Dammartin vorgehend zwischen Marcilly und Saint-Soupplets auf starke französische Kräfte.
Die Truppen der französischen 6. Armee waren zu Beginn des Kampfes folgend aufgestellt: Im Süden, also rechts, stand bis zur Ankunft der 8. Division, die Provisorische Division unter General Cornulier-Lucinière, welche die Verbindung mit der britischen Armee zwischen Thorigny und Claye aufrechterhielt. Nördlich davon stand die 1. Brigade marokkanischer Chasseur bei Charny erhielt den Befehl die Straße d'Ermenonville zu erreichen.
Am linken Flügel der 6. Armee standen Territorialtruppen bis zur Oise unter General Mercier-Milon, der am nördlichen Abschnitt befehligte und über vier Brigaden (92. und 89. Territorial-Division) verfügte. Nach dem Generalbefehl des Gouverneurs von Paris war zugesagt, dass die 6. Armee kurzfristig mit weiteren Verstärkungen rechnen konnte: Mit dem 4. Corps, einer Division (die 7., General Trentinian) voraus, die andere Division (die 8., General de Lartigue) sollte nach ihrer Ankunft vor Meaux bleiben, um die feste Verbindung zur britischen Armee herzustellen. Die abgelöste 6. Gruppe der Reservedivisionen unter General Ebener wurde in das verschanzte Lager von Paris zurückgebracht.
Die 5. Gruppe der Reservedivisionen unter General de Lamaze, mit der 56. Division (General Dartein) und der 55. Division (General Leguay) auf der Straße von Dammartin nach Claye und auf der Straße von Saint-Mesmes nach Saint-Mard (am Fuß der Höhe bei Dammartin), die Vorhut auf Montgé-Plessis-aux-Bois-Charny vorgeschoben. Die 55. Division befand sich nahe der Trace-Farm und bei Plessis-aux-Bois. Noch weiter nördlich und links von den Reserve-Divisionen die beiden Divisionen des 7. Korps, nämlich die 63. Reserve-Division (General Lombard) und die 14. Division (General de Villaret). Diese beiden Divisionen waren auf der Linie Dammartin-Othis-Rand des Bois Saint-Laurent; Avantgarden in Lessart und Eve nach rechts gestaffelt. Die algerische 45. Division (General Drude), die gerade vom Gouverneur von Paris dem General Maunoury zur Verfügung gestellt wurde, hatte sich hinter der Kampflinie in der Gegend von Villeron, Chenevières, le Mesnil-Amelot, Mauregard, Épiais bereitzustellen. Gegen Mittag griffen die Truppen von General de Dartein in die Kämpfe um Saint-Soupplets ein. Die Franzosen feuerten aus einer Entfernung von 500 Metern auf die Deutschen, die sich hinter den Bäumen und Sträuchern am Rande des Baches Étangs verschanzt hatten und in ihren erdfarbenen Uniformen fast unsichtbar waren. General de Lamaze, der diese Gefechte verfolgte, erkannte, dass ein Manöver von Norden her das Hindernis leichter überwinden würde, und begab sich nach Cuisy, zum Hauptquartier seiner 56. Reserve-Division.
Die 4. Kavallerie-Division kam von Norden über Ognes, die 7. Reserve-Division von Osten über Brégy-Douy-la-Ramée. Das 361. Regiment das sich zuerst dem Dorf näherte, musste sich in den Bois de Tillières zurückziehen, wo dann deutsche Granaten einschlugen. Die französische 32. Artillerie-Gruppe war nähergekommen und konnte südwestlich von Marchémoret in den Feuerkampf eingreifen, die von Saint-Soupplets wirkenden deutschen Kanonen verstummten. Nachdem er den Befehl von General de Lamaze erhalten hatte, beschloss General de Dartein, im Schutz der Dunkelheit Saint-Soupplets einzunehmen. Das 350. Regiment (Oberstleutnant de Certain), das 161. Regiment (Oberstleutnant Saint-Agnès) und das 69. Chasseur-Bataillon rückten in das von den deutschen Truppen evakuierten Ort ein.
Auf der linken Flanke hatte das französische 7. Corps Marchémoret besetzt und unterstützte damit nachhaltig den Angriff auf Saint-Soupplets. Auf der rechten Seite hatte die Chasseur-Brigade unter schweren Verlusten Neufmontiers und Chauconin erreicht, ohne dort jedoch weiterzukommen. Gegen 18 Uhr besetzten deutsche Truppen die beiden Dörfer wieder; Neufmontiers ging aber um 2 Uhr morgens wieder verloren. Die 55. Reserve-Division (General Leguay) konnte sich weder Monthyon annähern, noch über die Rue de la Sorcière hinauszukommen. Bei Einbruch der Dunkelheit überließ es General Lamaze dem General Leguay, Monthyon entweder gleich oder erst im Morgengrauen einzunehmen.
In der Nacht waren die ersten Ergebnisse der Offensive zu spüren: Die französische Infanterie besetzte den Kamm von Dammartin-Montgé, eroberte Saint-Soupplets und rückte bis Penchard vor. Die Wirkung der französischen Artillerie zeigte sich sehr effektiv, denn die erste Höhenstellung an welcher das deutsche IV. Reserve-Korps und die 4. Kavallerie-Division angehalten hatte, wurde dadurch unhaltbar und der Rückzug hinter der Thérouanne festgelegt.
Kluck hatte die Alarmmeldung des IV. Reserve-Korps sofort erhalten und erkannte seinen Fehler in der ganzen Schwere; er verharrte nicht in Passivität, sondern dachte sofort daran, wie er die gefährliche Lage beseitigen konnte. In seinen Memoiren sprach er über die Schlacht, wie schwierig es für die Deutschen war, sich aufgrund der unverhältnismäßig langen Etappenlinie mit Nahrungsmitteln und Munition zu versorgen, wie er über die französischen Truppen an seiner Rechten informiert worden sei: „Am Abend des 4. September, hatten wir laut Patrouillenberichten eine gewisse Vorahnung; aber tatsächlich war es am 5. morgens, als wir von den Franzosen plötzlich angegriffen wurden.“ „In fünf Minuten, fügte Kluck hinzu, wurde die Entscheidung zum Rückzug getroffen und ich schickte sofort die notwendigen Befehle.“
Gegen 17:00 Uhr wies Kluck gegenüber Bülow auf die Gefahr hin, der jetzt die gesamte 1. Armee ausgesetzt sei: „Der Feind scheint sich an unserer rechten Flanke zu sammeln und transportiert seine verfügbaren Truppen nach Paris und in den Nordosten. Das bedeutet, dass sich der Sturm in Richtung Paris zusammenzieht und dass wir rund um Paris am nordöstlichen Auslass, also in Richtung Nanteuil-le-Haudouin, auf der Hut sein müssen.“
Als die Nacht anbrach zog Gronau seine Truppen wieder hinter die Thérouanne auf der Linie Ramée-Gué-à-Tresmes zurück. Bei den Franzosen lagerte die Reserve-Gruppe Lamaze nach heftigen Kämpfen um den Besitz von Monthyon und Penchard in der Nacht auf der Linie Montgé-Iverny-Charny. In der Nacht trafen General Gallieni und General Maunoury Vorkehrungen, um die Anfangserfolge zu sichern und die Stellungen zu festigen. Die Infanterie hat mit großer Begeisterung gekämpft und dass obwohl das Feuer der deutschen Artillerie hohe Verluste brachte.
Alle französischen Armeen sowie die britische Armee erhielten den Befehl, am Morgen des 6. September anzugreifen. Während die Nacht vom 5. auf den 6. die Bedingungen der Schlacht von Ourcq veränderte, bezogen diese Armeen ihre Positionen zur Gegenoffensive. Die englische Armee nahm gemäß den Anweisungen von Joffre am Abend des 5. eine Nord-Süd-Linie besetzen, die von Changis (östlich von Meaux) nach Couloummiers verlief und machte sich bereit in Richtung Ost vorzurücken. Das BEF machte seine Kehrtwende recht langsam und erreichte am Abend die Linie Vaudoy-Pézarches-Hautefeuille-Grand Morin.

## 6. September

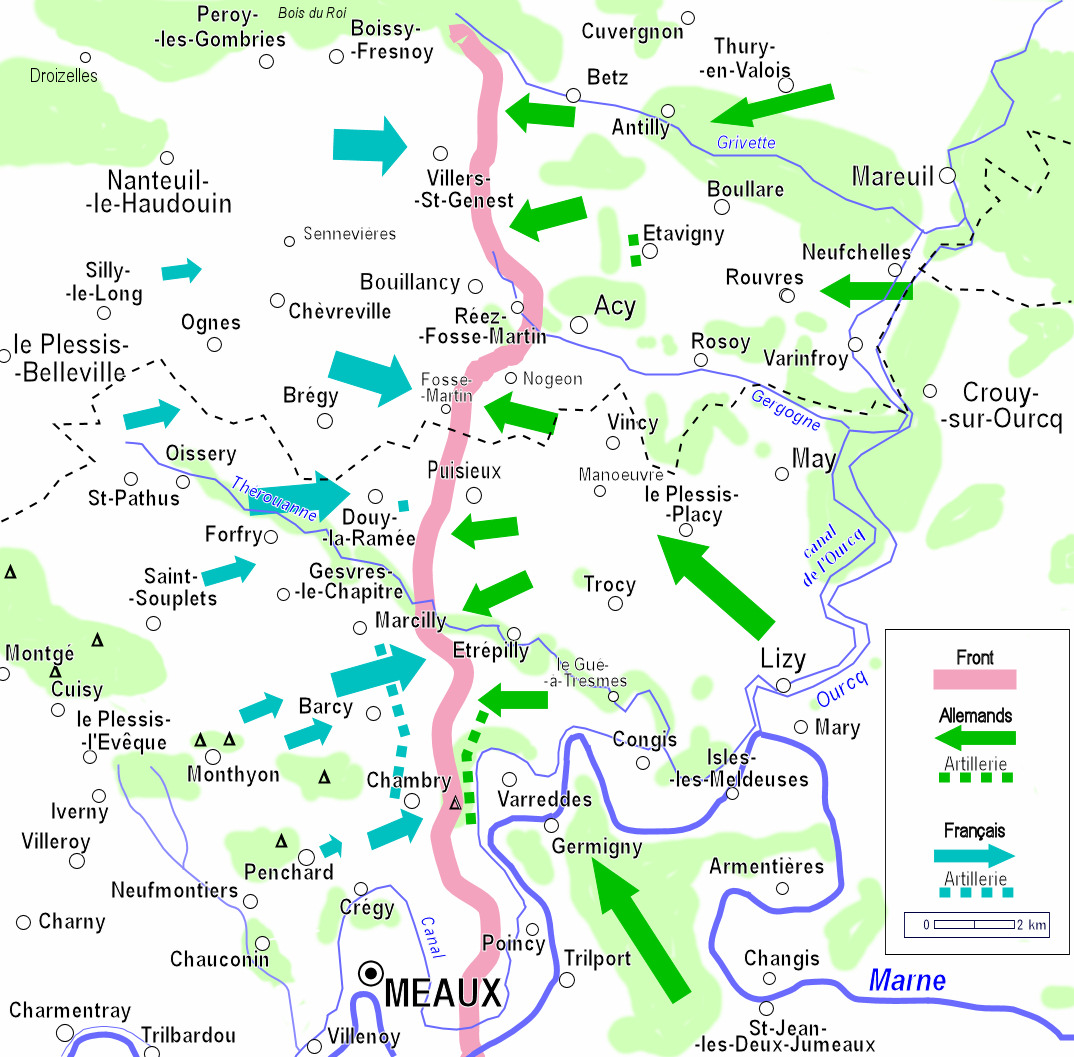
Lage am 6. September

Bei der 1. Armee liefen bereits die Umgruppierung nach Nordwesten: Generaloberst Kluck erlangte bis zu einem gewissen Punkt die Initiative zurück: Er verlegte seine beiden Korps, die am weitesten nach Süden vorgedrungen waren, nach Norden. Die zunächst im französischen Lager so gut angenommenen Vereinbarungen entfalten nicht ihre volle Wirkung: Maunourys linker Flügel, der sich wie die Klappe einer Mausefalle hinter von Klucks Armee schließen sollte, konnte sich dem Ourcq nur annähern. Das II. Armee-Korps befand sich bereits am frühen Morgen des 6. September auf den Weg nach Varreddes, um über Crouy dem IV. Reserve-Korps zu Hilfe zu eilen. Das IV. Armee-Korps gruppierte in Richtung Lizy-sur-Ourcq um, die 8. Infanterie-Division über Ferté-sous-Jouarre weiter nach Trocy-en-Multien, die 7. Infanterie-Division folgte über Orly, Montreuil-aux-Lions, Vendrest, südlich von Rosoy-en-Multien nach.
Das besondere Ziel dieses Tages ist auf französischer Seite der Frontangriff und die Umgehung des deutschen IV. Reservekorps von rechts. Die französische Rechte (die Gruppe von General de Lamaze) erobert bei Tagesanbruch um 9 Uhr Saint-Soupplets und Monthyon. Das 7. Corps nahm Positionen auf der linken Flanke ein und machte nur wenige Vorhuteinsätze in Richtung Saint-Soupplets (zwischen Senlis und Meaux), aber seine flankierende Bedrohung zwang das deutsche IV. Armee-Korps, die Linie Monthyon-Penchard in der Nacht zu räumen. Somit gelang es weder der 6. Armee noch der englischen Armee, die für den Beginn des Generalangriffs vorgesehenen Stellungen zu besetzen. Man erreichte die Linie Chambry-Barcy-Oissery, der linke Flügel, das 7. Corps, beabsichtigte eine Umfassung und traf in der Nähe von Étavigny auf erste Teile des deutschen II. Armee-Korps. Maunourys Truppen hatte am Vortag isoliert angegriffen, der Angriff wurde am Morgen des 6. mit allen zur Verfügung stehenden Mitteln fortgesetzt. Die allgemeinen Befehle lassen sich folgend zusammenfassen: eine umfassende Fortsetzung der Offensive vom Vortag auf dem rechten Flügel.
Am Morgen des 6. kam es zu der von Joffre gewünschten Schlacht an der gesamten Front: die Armee Maunoury und die britische Armee mit Front nach Osten, die Armeen von Franchet d’Esperey und Foch waren nach Norden ausgerichtet. General Joffre gab den Truppen eine bewegende Proklamation heraus: "Die Erlösung des Landes" liegt in unseren Händen. Es kann "keinen Rückzug mehr" geben. Der heilige Boden Frankreichs muss „um jeden Preis“ gehalten werden," man solle sich vor Ort töten lassen, anstatt sich zurückzuziehen." Alles, was Schwäche zeigt, würde nicht „toleriert“. Als der Morgen vom 6. September dämmerte", schrieb Field Marshal John French, hatte er seine früheren „großen Hoffnungen“ für den Sieg wiedererlangt. French war überzeugt, dass seine Truppen auf das nach Süden vorrückende Korps der deutschen 1. Armee treffen wird und wollte angreifen. Doch das erste Treffen am Vormittag machten die Briten zu vorsichtig; es war ihre Luftaufklärung, die ihnen den deutschen Rückzug verkündete.
Am Morgen des 6. September bestand das Hauptziel der französischen 6. Armee immer noch darin, den Ourcq bei und nördlich von Lizy zu überqueren und den Gegner dort anzugreifen, wo er angetroffen wird. Zum Angriff gegen die deutsche Linie wurde die Reserve-Gruppe von Lamaze bestimmt, die auf der Straße Saint-Soupplets-Forfry-Puisieux-le Plessis-Vernelle-Dhuisy und im Gebiet südlich davon angesetzt wird. Dem 7. Corps von General Vauthier wurde befohlen den Ourcq zwischen Vernelle und Neufchelles (einschließlich) zu überqueren Bei Tagesanbruch wurde neuerlich um Monthyon gekämpft, die marokkanische Brigade Ditte besetzte Penchard und rückte bis zur Linie Forfry, Gesvres, Pringy vor, Chambry und Barcy wurden besetzt. Je näher man aber der Thérouanne und Étrépilly kam, verstärkte sich der deutsche Widerstand, insbesondere als die Divisionen des deutschen II. Armee-Korps eintrafen.
Die 56. Reserve-Division rückte weiter in Richtung der Thérouanne vor, das französische 7. Corps versuchte bei Fosse-Martin und Nogeon vorgehend über Acy-en-Multien zu umfassen. Die 61. Reserve-Division deckte die Front in Richtung Nordwesten bis Villers-Saint-Genest. Gegen 16 Uhr nachmittags startete General von Gronau zwischen Chambry-Barcy einen Gegenangriff gegen die Linien der 55. Reserve-Division. Von gewisser strategischer Bedeutung war die Einführung der französischen 8. Division bei Chessy, während die Kavallerie-Brigade auf das Plateau von Villemareuil verlegt wurde.
Das deutsche Hauptquartier in Luxemburg war bis zuletzt um seine Rechte besorgt; es hatte von Kluck bei mehreren Gelegenheiten gewarnt, mit seiner Armee zwischen Oise und Marne zu bleiben. Die von Paris kommende Offensive überraschte Generaloberst von Moltke nicht so vollständig, wie Generaloberst von Kluck. Moltkes rechte Hand, General Tappen war erst am Abend des 6. vollständig über die französischen Gegenangriff informiert, und zwar durch einen Befehl von General Joffre, der einem französischen Gefangenen abgenommen wurde. Am Abend des 6. machte sich Generaloberst von Bülow, der sich im Zentrum der Schlacht im Chateau von Montmort befand, keine Illusionen mehr über die Bedeutung der französischen Gegenoffensive: Er telegrafierte per Funk nach rechts, nach links und nach hinten, also ins Hauptquartier, und übertrug seine Ergriffenheit nach allen Seiten: An Moltke telegrafierte er um 18.10 Uhr, dass er „in einem hartnäckigen Kampf an der Flusslinie des Petit Morin“ verwickelt sei. „Es ist dringend erforderlich, dass die 3. Armee bald östlich von Fère-Champenoise angreift.“ Obwohl selbst Hilfe brauchend, bat ihn von Kluck auch noch um Verlängerung seines rechten Flügels, da er um 22:45 Uhr auch das IX. Armee-Korps westlich von Montmirail herausziehen, und beabsichtigte auch das III. Armee-Korps in Richtung Boitron (nördlich von Rebais) zurückziehen müsse.
Am Abend des Tages hielt sich die französische 6. Armee an der Linie Chambry-Marcyllis-Puisieux-Acy-en-Multien, die englische Armee erreichte die Linie Crécy-en-Brie-Coulommiers-Choisy-en-Brie. Maunoury war sich vollkommen bewusst, dass die deutschen Truppen ihre Anstrengungen auf zwei Punkte konzentrierte gegenüber Acy-en-Multien auf den Höhengelände am Zusammenfluss von Marne und Ourcq und bei Étavigny und Betz, offensichtlich, um sich vor einer Umfassung zu schützen.
Der Operationsbefehl von General Maunoury gab am Abend des 6. bekannt, dass der Feind zurückgedrängt worden sei und fügte hinzu, dass neue deutschen Streitkräfte von südlich der Marne offenbar nach Norden vordrangen. Die 6. Armee konnte sogar die Punkte nennen, an dem von Klucks neue Truppen auf das Schlachtfeld von Ourcq führte. Ein Geschwader der 5. Kavallerie-Schwadron (Oberst Lepic), Teil der provisorischen Kavallerie-Division Cornulier-Lucinière, war am Morgen des 7. zur Aufklärung geschickt worden: „Nach zwei Versuchen gelangten seine Spähtrupps zwischen den deutschen rechten Flügel und dem Flankenschutz, es ihm gelungen, die Rechte des Feindes zu bestimmen.“ Dieser Vorfall reichte tatsächlich aus, um die strategische Ausrichtung der 6. Armee in der Schlacht am Morgen des 7. festzulegen. Maunoury wusste jetzt, dass er auch das deutsche IV. Armee-Korps vor sich hatte. General Franchet d'Esperey erfuhr, dass er zu seiner Linken, bei Rebais keine Truppen vor sich hatte und dass er folglich nach Norden stürmen kann. Mit diesen gewonnenen Daten wird Maunoury seine Linke stärken, denn das 7. Corps wird mehr denn je zu seinem Manöverinstrument: General Vauthier war an der Front von Puisieux bis Acy-en-Multien zum Schlagen bereit.

## 7. September

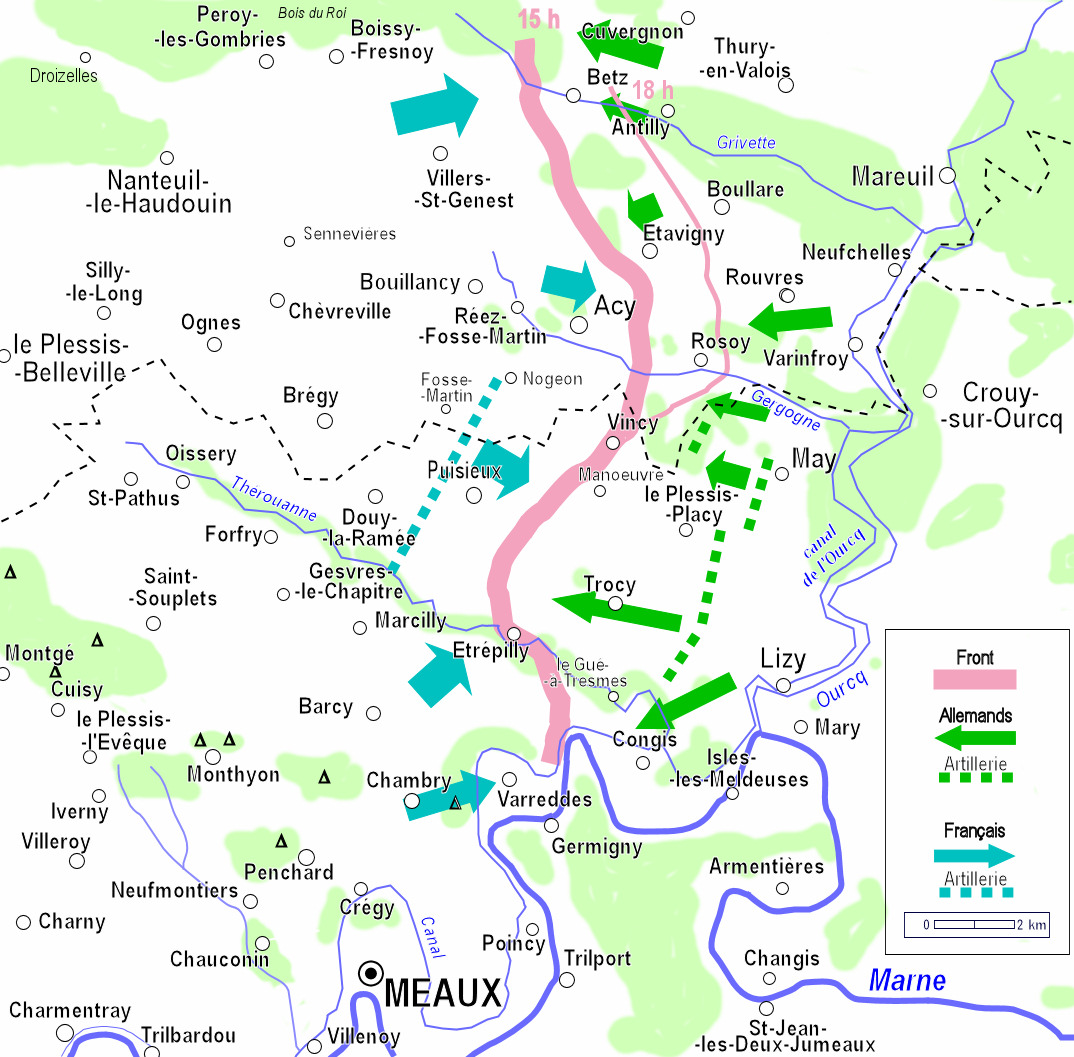
Lage am 7. September

Am 7. September bestätigten die gesammelten Informationen der Luftaufklärung, dass sich die Deutschen nach Nordosten zurückzogen, aus diesem Grund beharrte Joffre darauf, die wichtigsten Bewegungen noch immer dem linken Flügel anzuvertrauen, der Armee Maunoury wurden weitere Verstärkungen zugesagt. Maunoury hatte am 6. Ergebnisse erzielt, die mit den Absichten des französischen Oberkommandos übereinstimmten. Seine Rechte war erfolgreich bei Chambry, seine Linke stand bei Betz, nur etwa zehn Kilometer vom Ourcq entfernt. Nachdem der Vorhang der deutschen Kavallerie nach La Ferté-Gaucher durchbrochen war, blieb es ein schwerer Fehler von French, nicht sofort seine Hand Franchet d'Esperey in Richtung Montmirail auszustrecken. Die Wirkung wäre an diesem Tag größer gewesen: denn wenn die deutsche 2. Armee sofort von Süden angegriffen worden wäre, hätte sie in Richtung der 3. Armee zurückzugehen müssen. General Joffre drängte derweil zum Vormarsch der britischen Armee im Süden; er bat French, so schnell wie möglich nördlich der Marne zu gelangen.
Am 7. September pünktlich um 6 Uhr morgens begann wieder der Artilleriekampf. Das französische 7. Corps (Hauptquartier in Brégy) war mit der 14. und 63. Division parallel zum Ourcq am Rande von Gergogne auf der Generallinie aufgestellt: Bouillancy, Multien-Acy, Nogeon-Farm, Fosse-Martin, Puisieux. Die französischen Truppen hatten um 4 Uhr morgens den Befehl erhalten, die Offensive über die gesamte Front fortzusetzen. Auf der linken Seite hatte das 7. Korps, als Marschflügel fungierend, die allgemeine Richtung: May-en-Multien-Coulombs nach Norden eingenommen. Die 61. Reserve-Division und das Kavalleriekorps Sordet trafen nacheinander ein, um die französische Front nach Norden auszudehnen. Die 5. Gruppe der Reservedivisionen sollte an der Front Plessis-Placy bis zur Marne angreifen, wobei die 56. und 45. Division in der ersten Linie, die 55. Reserve-Division und die Chasseur-Brigade in der zweiten Linie zu stehen kamen. Die Front des 7. Corps, das an der Linken durch die 5. Kavalleriedivision des Corps Sordet verlängert wurde, sollte mit der 6. Kavallerie-Division versuchen, über Acy-en-Multien zur Umfassung anzusetzen und darüber hinaus bis zum Ourcq vorzudringen.
Am rechten Flügel hatte die algerische 45. Division (General Drude), verstärkt durch die marokkanische Brigade Ditte und gedeckt durch die Kavallerie-Brigade Gillet in Richtung auf Chambry, Lizy-sur-Ourcq und Cocherel vorzugehen. Bei den Reservedivisionen des Generals Lamaze sollte die 56. Reserve-Division, ausgehend von der Linie Champfleury-La Râperie direkt nach Osten angreifen. Ihr Tagesziel war mit der Überquerung des Ourcq zwischen
Marnoue la Poterie und Ocquerre vorgegeben. Die 55. Reserve-Division hatte dieser Bewegung als zweites Treffen zu folgen. Die 8. Division (General de Lartigue), die in der Region Lagny angehalten wurde, erhielt am 7. den Befehl, am rechten Ufer des Grand Morin zu operieren. Ihre Front wurde nach Osten ausgerichtet und passte sich dem Vormarsch der englischen Armee an.
Die Schlacht am Ourcq wurde ohne jegliches Eingreifen des deutschen Hauptquartiers geschlagen, von Kluck fungierte als absoluter Befehlshaber: Er allein beschloss jetzt auch das III. und IX. Armee-Korps nach Norden zurückzurufen. Bei der 1. Armee herrschte große Sorge, Klucks  größte Sorge war es, ob das IV. Reserve-Korps durchhalten kann bis Verstärkung eintraf ?   Die Generale von Lochow und von Quast begannen in der Nacht auf den 7. an der Linie Montceaux-Esternay abzubauen, um sich mit den drei anderen Korps der 1. Armee (IV., II. Armee - und IV. Reserve-Korps) anzuschließen, die am  Ourcq „einen schwierigen Kampf im Westen führten.“
Generaloberst von Kluck, der sein Hauptquartier um 7 Uhr morgens von Charly nach Vendrest verlegt hatte, versuchte seine Truppen ebenfalls zu verstärken: Auch die Etappen-Inspektion berief alle verfügbaren Truppen bis nach Villers-Cotterêts zum Kampf. Alle am Ourcq kämpfenden deutschen Truppen waren in ihrer Zusammensetzung vermischt worden, da sie wegen „der zunehmenden Ernsthaftigkeit der Lage“ einzeln und in aller Eile in die Kämpfe eingeführt werden mussten. Die nördliche Gruppe unter Führung von General Sixt von Arnim kämpfte mit der 7. Infanterie-Division, der 4. und 16. Brigade zwischen Antilly und Acy-en-Multien. Die mittlere Gruppe unter General von Gronaus Befehl stand mit der 8. Infanterie-Division (ohne die 16. Brigade) und der 7. Reserve-Division zwischen Vincy-Manoeuvre und dem Nordwesten von Trocy, Die südliche Gruppe unter Führung General von Trossel hielt die Front zwischen Trocy und Varreddes mit der der 3. Infanterie- und der 22. Reserve-Division.
Kluck hatte im Norden bereits einen umlaufenden Gegenangriff vorbereitet, weshalb er am Morgen des 7. um 10:10 Uhr von „schweren Kämpfen“ und einem „unbedingt wünschenswerten“ Erfolg spricht. Das deutsche IV. Armee-Korps war am Ourcq-Abschnitt eingetroffen und kämpfte bei sengender Hitze. Links an der Marne bei Varreddes waren ein Teil der vom II. Armee-Korps abgestellten Kräfte; in der Mitte feuerte eine mächtige Artillerie unaufhörlich in alle Richtungen, von der Spitze der Trocy-Hochebenen. Auf der rechten Seite kämpfen die dem IV. Reservekorps zur Verfügung stehenden Kräfte, verstärkt durch die von Kluck zum Schutz seiner Verbindungen entsandten Kräfte. Die nördlich von Etrepilles stehende deutsche 7. Division konnte den Befehl zur Offensive nicht durchführen, ihre Verluste unter dem französischen Artilleriefeuer waren unerträglich geworden, im Falle eines erneuten französischen Angriffs drohte der Durchbruch. Der Angriffsbefehl Klucks für diesen Tag musste um 11:15 Uhr aufgrund der alarmierenden Nachricht eines neuen französischen Angriffes sogar abgesagt werden.
Nachdem er am 7. September telegraphiert hatte, „dass er sich in einem schweren Kampf im Sektor Petit Morin und Montmirail-Normée“ befände, schrieb Bülow: „Meine Verluste sind beträchtlich und meine Armee hat nur noch den Kampfwert von drei Korps … und dies in dem Moment, in dem von Kluck immer mehr seine Rechte entblößen will!“ Schwer von den französischen Armeen Franchet d'Esperey und Foch bedrängt, sah sich Bülow gezwungen, um Mitternacht an Moltke zu melden: „Ich ziehe mich hinter den Petit-Morin  zurück.“
General von der Marwitz, der den Kavallerieschleier in der Frontlücke gegenüber den Engländern befehligte, sah sich ohne Unterstützung durch Infanterie gezwungen auf die Marne zurückzugehen. Er verstand sofort den Ernst der Lage, er verpflichtete sich, die Brücken der Marne bis zum Äußersten zu verteidigen und sie nach dem Rückzug zu zerstören.
Kampf zwischen Chambry-Barcy
Der 7. September war ein drückend heißer Tag. Die Ziele der 45. Division und der 56. Reserve-Division konnten nur Chambry und Étrépilly sein. Diese beiden Dörfer bildeten die Schlüssel der deutschen Verteidigung, ein Punkt im Süden auf Hügel 139 der andere im Norden auf Hügel 130. Falls Étrépilly genommen werden kann, wäre der Zugang zum Trocy-Plateau geöffnet, wo die Deutschen ihre Artillerie installiert hatten. Zwischen diesen beiden Hügelketten bildet der Bach Thérouanne ein tiefes Bett; ein Gelände voller Wälder, Schluchten, buschiger Hänge, eine Straße in gerader Linie, die von Meaux bis May-en-Multien der Hochebenen folgt und sich bei Varreddes in drei Ableitungen aufteilt, bei Gué-à-Tresmes, bei Beauval und wieder hinauf zu den drei Höhen bei Chambry, Plessis-Placy und May-en-Multien: Das war das Gelände, das von den Franzosen durchquert werden musste, um den Generalversammlungsort in May-en-Multien und Lizy-sur-Ourcq zu erreichen.
Das Ziel für die 45. Division (General Drude) war die Hochebene von Étrépilly, Trocy, Plessis-Placy im Osten. Man platzierte rechts die Brigade des Generals Trafford (1. und 3. Zuaven-Marschregiment), die dem Fluss am nächsten lag, sie hatte die Aufgabe Chambry zu nehmen und die Varreddes-Schlucht zu säubern; links aus Barcy kommend, versuchte die Brigade des Generals Quiquandon (2. Zuaven-Marschregiment und Tirailleur-Marschregiment) die Thérouanne in Richtung Brunoy zu überqueren, um das Plateau von Trocy im Westen zu umgehen und bei Vincy aufzutauchen. Durch eine noch größere Rotationsbewegung hatte die 56. Reserve-Division zu versuchen, weiter hinten um dieses Plateau herum zu manövrieren. General de Dartein, der am Tag zuvor die Linie bei der Farm von Champfleury nicht überschreiten konnte, hatte die 112. Brigade (General Cornille) entlang der Hänge der beiden Ufer der Thérouanne nach Étrépilly marschieren lassen, und die 111. Brigade (Oberst Bonne) mit dem 66. Jägerbataillon voraus über die gleichnamige Schlucht zum Bauernhof Poligny befohlen.
Die 45. Division konnte Chambry nehmen, wurde dann jedoch gestoppt, ohne die Anhöhen am Ourcq-Kanal westlich von Varreddes erreichen zu können; die Brigade Quiquandon wurde aufgehalten, als sie Barcy verließ, ohne die Senke von Gué-à-Tresmes erreichen zu können. auf seiner linken Seite entspringt er von Barcy zum Hügel 124, bevor sie die Straße nach Étrépilly erreichte. Von der 56. Reserve-Division erreichte die 112. Brigade (Oberst de Certain) gegen 11 Uhr Étrépilly, stand mit einem Fuß auf dem Plateau, wurde aber von den Häusern und Schützengräben im Norden und Süden des Ortes mit schweren Feuer begrüßt. Was die 111. Brigade betrifft, so kam sie an die Ränder des Champfleury-Plateaus und in der Nähe der Poligny-Farm heran; wurde dann aber in der Schlucht aufgehalten und konnte auch den Hof nicht einnehmen.
Um 12.15 Uhr begann der von General von Linsingen befohlene Gegenangriff zwischen Antily-Acy und Trocy. Die deutsche Gruppe Trossel (22. Reserve- und 3. Infanterie-Division), hatte sich auf dem Plateau zwischen Trocy und Varreddes etabliert und feuerte von dort auf die hochstürmenden Massen. Gegen Mittag erlitt der linke Flügel (Gruppe Trossel) durch das aus der Richtung von Meaux kommende französische Artilleriefeuer schwere Verluste.
Zu Beginn des Tages sah es für das französische 7. Corps gut aus. General Vauthier startete seinen Angriff auf den schroffen Hängen der Gergogne von Réez bis Acy-en-Multien. Acy wurde zum Mittelpunkt der Kampf: Die französische 14. Division (General de Villaret) griff im Zentrum an und näherte sich frontal den Abhängen des Plateaus Étavigny-Acy. Oberst Bonfait, der das 42. Regiment befehligte, und Oberstleutnant de Pirey, der das Kommando über das 60. Regiment übernommen hat, wurden verwundet. Ab 7 Uhr ging das 35. Regiment (Oberst de Mac-Mahon) vor und versuchte die nördliche Höhe der Straße Bouillancy-Acy zu erobern und dann Acy von Süden her zu umgehen. Um 9 Uhr fasste das 1. Bataillon auf den Höhen südlich von Acy Fuß, musste diese jedoch unter den Feuer der deutschen Artillerie zurückziehen. Um 11 Uhr hielt das 1. Bataillon mit Teilen der 47. Chasseur den Rumpf nördlich der Straße Réez-Acy. Das Regiment rückte etwa 800 Meter südöstlich von Bouillancy vor und marschierte am linken Ufer der Gergogne auf Acy. Die Kämpfe werden in der Nacht eingestellt, das Regiment biwakierte auf der Linie Bouillancy-Réez. Man hatte die 42. Division zur Linken und zu seiner Rechten die 63. Reserve-Division. Bei der 63. Reserve-Division (General Lombard), die bei der 14. Division kämpfte, waren die Verluste nicht weniger hoch. Oberstleutnant Augier, der das 238. Regiment befehligte, erlitt drei Verwundungen, fast alle Kompanieführer wurden bei den Kämpfen getötet oder verwundet. Die Division stieß bei Fosse-Martin an der Naht der Gruppe von Arnim und der Gruppe von Gronau auf starken Widerstand. Der deutsche Widerstand wurde immer erbitterter und sollte es bis einschließlich 9. September anhalten. Das Ergebnis waren ununterbrochene Kämpfe, lebhafte und langwierige Artillerieaktionen, ohne dass das links eingesetzte französische 7. Corps einen Schritt weiterkommen konnte. Dank der Korpsartillerie, die mal zur Unterstützung der rechten, mal der linken Division herangezogen wurde, kam es immerhin zu keinem Rückzug, da das Hauptquartier des 7. Corps stets in Brégy verblieb. Die Verluste an der Front nahmen zu, insbesondere durch den durchgeführten Einsatz vom Feind mit seinen schweren Artilleriegeschützen und weitreichenden Marine- und Festungskanonen. Wie wir sehen, ist die Rolle der Artillerie in diesem ersten Teil des Kampfes von entscheidender Bedeutung. General von Kluck drückte in seinem am 7. für den 8. verfassten Befehl dieses Gefühl folgendermaßen aus: „Auf seinem rechten Flügel führte der Feind den Kampf hauptsächlich mit starker schwerer Artillerie. Die Hauptsache ist, die eroberten Stellungen zu halten und sich zu verschanzen.“
Ab 16.00 Uhr kamen die französischen Linien unter verstärkten Beschuss. Am Abend durchbrechen die Franzosen die Pappelstraße nördlich der Poligny-Farm; wurden aber dann von deutschen Schrapnellfeuer gestoppt. Die Umgruppierung der 1. Armee, ob von Kluck angekündigt oder nicht, zwang Bülow dazu, seinen Rückzug anzutreten, wie aus seinem Funkspruch ins Hauptquartier um 12:30 Uhr hervorging: „Ich ziehe mich wegen eines Angriffs von Rozoy gegen das III. und IX. Armee-Korps hinter die Grenze von Petit Morin zurück.“ Die Ausdauer- und Widerstandskraft der deutschen Kavallerie entschied die kritische Situation anders. Die dadurch gewonnenen paar Stunden Ruhe ermöglichten es dem deutschen Oberkommando, Maßnahmen zu ergreifen, die Schlacht um einige Tage zu verlängerten und die Niederlage um Stunden zu verzögern.
Um 20 Uhr abends brach ein französischer Angriff des 2. Zuaven-Regiment der 45. Division und des 350. Regiment der 56. Reserve-Division auf Etrepilly los. Mit großer Mühe gelang es den Deutschen, Etrepilly zu halten. Die auf dem Plateau von Trocy aufgefahrene deutsche Artillerie konnte den Schwung der französischen Truppen bremsen.
Später fasste General Gronau die schwierigen Ergebnisse des Tages zusammen: „Es wurde 18 Uhr abends... dann kam der Befehl: ‚Nutzen Sie die Dunkelheit, um zu unserer alten Position zurückzukehren.‘ Und wir kehren zurück nach Trocy. das Dorf Etrépilly verblieb in unserer Hand. ‚Das Korps hat seine Stellungen gehalten‘, und in seinem Befehl hieß es... ‚Für die Armee geht es darum die erreichten Stellungen zu halten. Um 4 Uhr früh mussten alle nachrückenden Truppen einrücken und in ihren Stellungen kampfbereit sein‘.“ Die gefährlichste Situation herrschte immer noch in der Gegend von Vancy, wo die 15. Brigade nicht in der Lage war, die Linie an der Pappelstraße zu halten, das 93. Regiment erhielt den Befehl, am Morgen wieder dorthin vorzugehen.
Gallieni und Maunoury waren der Meinung, dass die französische Front angesichts deutscher Verstärkungen nicht mehr über die ausreichende Ausdehnung noch über ausreichende Kräfte verfügte, um dem geplanten Umfassungsmanöver Erfolgsaussichten zu geben. Neue Kräfte mussten herangeführt werden: Das Kavalleriekorps Sordet, das Joffre Maunoury mit seinem Befehl um 16:22 Uhr zur Verfügung gestellt hatte, verstärkte die in der Region Nanteuil-le-Haudouin operierende Provisorische Kavalleriedivision Cornulier-Lucinière. Um einer Bewegung der Deutschen durch den Bois de Montrolles entgegenzuwirken, wurde die 5. Kavallerie-Division im Rahmen des 7. Corps bei Tagesanbruch nördlich von Bouillancy einen eigenen Angriff auf Étavigny vorbereiten. Die beiden anderen Divisionen des Corps Sordet, die am frühen Morgen über Dammartin in der Region Nanteuil eintrafen, sollten die äußerste rechte Flanke der Deutschen umgehen. Aus Sicherheitsgründen wurde zusätzlich die 61. Reserve-Division (General Desprez) per Bahn nach Plessis-Belleville transportiert, dies sollte nördlich von Silly-le-Long und bei Sennevières links vom 7. Corps vorgehen und ebenfalls versuchen, die rechte Flanke der Deutschen zu umgehen.
Die zweite Division des französische 4. Corps, die 7. (General Trentinian), war noch nicht am Schlachtfeld eingetroffen. Das 103. und 104. Regiment befand sich am 6. Nachmittag in Villemomble und Gagny, aber die Masse der Division sollte erst am nächsten Tag am linken Flügel Maunourys verfügbar sein. Auf Maunourys dringenden Appell gab General Boëlle am Abend des 7. den Befehl gab, die 14. Brigade (General Félineau) per Autotaxi und die 13. Brigade (General Farret) per Bahn an die vorderste Front zu transportieren.
Die deutsche Gruppe von Arnim sah sich jetzt der französischen 61. Reserve-Division (General Desprez) gegenüber, die unter schwierigsten Umständen am äußersten linken Rand der Schlacht angekommen war und keine Unterstützung von Norden erhielt, da die Kavalleriedivisionen auf der Straße nach Nanteuil-le-Haudouin defensiv blieben. Die genannte Division, die von der Eisenbahn über Le Plessis-Belleville antransportiert wurde und deren Artillerie auf dem Landweg folgte, bewegte sich deren Truppen über Sennevières in Richtung der Wälder von Montrolles auf den Kamm von Antily. Trotz der prekären Lage, in der sie sich aufgrund des Kadermangels befand, drang die 61. Division in die Wälder von Montrolles ein wurde eine direkte Bedrohung für die Verbindungen am rechten Flügel der deutschen 1. Armee. Es kam am Nordabschnitt zum kritischen Moment: die französische Divisionsartillerie südlich von Villers-Saint-Genest beherrschte bereits die Straße von Betz nach La Ferté-Milon. Wenn das französische Kavalleriekorps in der Lage gewesen wäre, der 61. Reserve-Division zur Hand zu gehen, wäre vielleicht ein Erfolg möglich gewesen. In dem Moment, als das 316. Regiment auf dem offenen Gelände auftauchte, das zum Bauernhof Saint-Ouen hin anstieg, wo sich Teile der Gruppe von Arnim verschanzt hatte, geriet man aber unter heftiges Artillerie- und Gewehrfeuer. Ein deutscher Gegenangriff drängten die Franzosen in den Bois de Montrolles zurück. Der Rückzug betraf die Truppen, die südlich und nördlich des Waldes operierten. Die 121. Brigade (264. und 265. Regiment) griff trotz des Kugelhagel viermal hintereinander mit Bajonetten an; doch alle ihre Angriffe wurden abgeschlagen. Bei Einbruch der Dunkelheit erzwang ein weiterer deutscher Vorstoß den Rückzug nach Villers-Saint-Genest, erst etwa zwei Kilometer östlich von Nanteuil konnten die französischer Truppen wieder in Verteidigung übergeben.
Das französische Kavalleriekorps Sordet konnte den Durchgang nicht erzwingen und hatte schwere Verluste. General Sordet hatte den Befehl erhalten, die ersten verfügbaren Kräfte, insbesondere die 5. Kavallerie-Division, die über die Eisenbahn nach Macqueline und das Land über Bargny, Cuvergnon, Thury-en-Valois herankam und wenn möglich, Patrouillen in Richtung Mareuil-sur-Ourcq, Autheuil-en-Valois und La Ferté-Milon vorzuschieben. Die 1. Kavallerie-Division erreichte die Region Cuvergnon; aber vor diesem Ort wurde man von deutscher Infanterie und Maschinengewehren gestoppt. Bei der 3. Kavallerie-Division führte die 15. Chasseur (Oberst Delécluze) einen Angriff in Richtung Betz. Oberst Henocque, einer der Kavallerieführer, konnte in Bargny eine große Ladungen deutscher Granaten und Vorräte in die Luft sprengen. Die am weitesten fortgeschrittenen Teile der 5. Kavallerie-Division waren am Abend an die Westhänge des Ourcq-Tals vorgedrungen und hatten die deutsche Rechte (Gruppe von Arnim) vollständig flankiert. Unglücklicherweise zogen sich die Kavalleriedivisionen am Abend nach der rückläufigen Bewegung der 61. Reserve-Division nach Lévignen und dann in Richtung Macqueline und Nanteuil-le-Haudouin zurück. Die Demonstration des Kavalleriekorps sorgte im Stab der Armee von Kluck aber zumindest in Verwirrung.
Französischer Angriff auf Étrépilly
General Maunoury, der sich in Compans befand, erhielt am Nachmittag Besuch von General Gallieni und sollte noch vor Tagesende einen neuen Angriffsversuch unternehmen, um die Widerstandslinie des Feindes zu durchbrechen. Dem Ort Étrépilly kam bald eine entscheidende Bedeutung zu. Sollte Étrépilly fallen, wäre der Rücken der deutschen Truppen bei Champfleury bedroht und der Zugang zu den Wegen auf das Trocy-Plateau gewonnen. Der Marsch der Angriffskolonne unter Oberst de Sure verlief gut getarnt; das 350. Regiment war ohne Zwischenfälle im Raum nordwestlich von Etrépilly angekommen und wurde dann von einer deutschen Abteilung mit Maschinengewehren beschossen. Ein Gegenangriff der deutschen 22. Reserve-Division (General Riemann) wurde von Oberst de Certain bis 22 Uhr am Rande des Dorfes gestoppt. Bei der 45. Division griff das Pomeyrauer Chasseur-Regiment gegen 18 Uhr an, jedoch ohne Ergebnis. Das linke Regiment der Brigade Quiquandon (2. Zuaven), das bis zum südlichen Stadtrand von Étrépilly vorgedrungen war, griff den stark verschanzten Friedhof an, der das Dorf im Norden dominierte. Oberst Dubujadoux führte seine Soldaten zum Angriff auf den Friedhof. Einem starken deutschen Gegenangriff gelang es, das Regiment zurückzuwerfen, dessen Verluste enorm waren: drei Viertel der Offiziere und die Hälfte der Truppen fielen aus. Die Verluste der marokkanischen Brigade Ditte waren bereits so groß, dass die beiden Regimenter nach der Schlacht zu einem einzigen mit zwei Bataillonen zusammengelegt werden mussten.
Das Scheitern des Angriffs auf Étrépilly ist vor allem auf die erreichte zahlenmäßige Überlegenheit der deutschen Seite zurückzuführen, die um Trocy auf 7 Kilometer Front mit den Gruppen Gronau und Trossel fast 60.000 Mann konzentrierte. Als Kluck und sein Stabschef von Kuhl am Abend in Vendrest die Befehle für den 8. vorbereiteten, erschien ihnen die Lage im Norden bei Nanteuil wieder bedrohlicher, weil sich dort wieder größere französische Truppenmassen versammelten. In der Nacht zum 8. September wehrten Einheiten des deutschen 49. und 149. Regiments (4. Division) einen neuen französischen Angriff auf Acy ab. Im deutschen Lager hatten die Ankunft der 16. Infanterie-Brigade des II. Armee-Korps in Étavigny und der Erfolg des ersten Gegenangriffs der 6. Division neue Euphorie gebracht; man dachte jetzt die Linie Étavigny-Lizy „absolut unerschütterlich“ halten könnten.

## 8. September

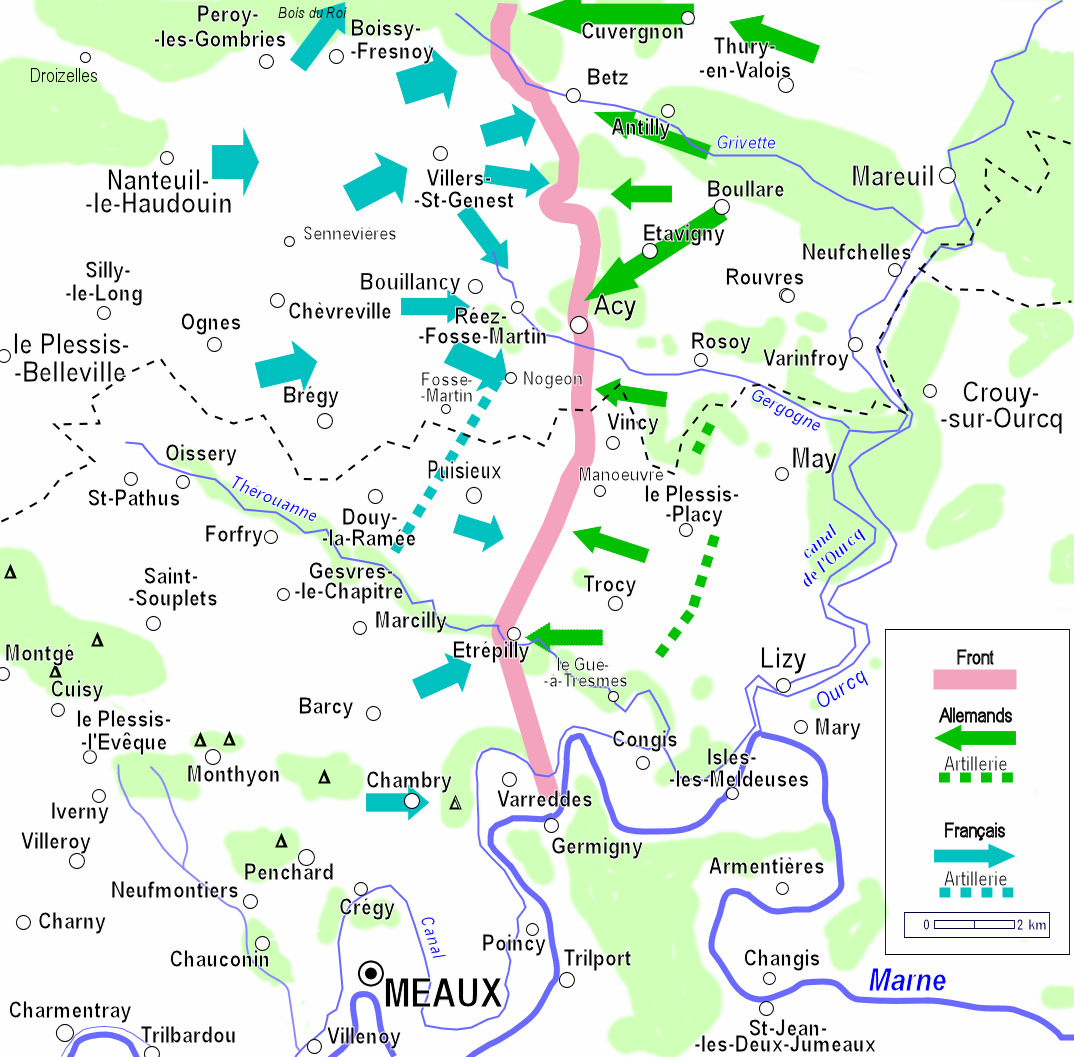
Lage am 8. September

Am Morgen des 8. September gab General Maunoury einen neuen Angriffsbefehl für diesen Tag, die 61. Reserve-Division wurde dem 4. Corps eingegliedert, das die allgemeine Angriffsrichtung auf Rouvres und Neufchelles erhielt. Das 7. Corps hatte in Richtung Rosoy-en-Multien und Crouy-sur-Ourcq anzugreifen. Mounoury wies die Einheiten der 6. Armee darauf hin, dass es „jetzt darum gehe, die Schlacht, die gestern auf einem guten Weg verlaufen war, endlich zu gewinnen und sich zu diesem Zweck auf alle Opfer vorzubereiten.“
Am Morgen wurde das Feuer durch die geschickt platzierten und gut gedeckter französischer Batterien wieder aufgenommen. Die deutschen Regimenter 14. und 140. Regiment hatten in ihrer erbärmlichen Deckung auf den Höhen nördlich von Acy schwere Verluste. Die Lieferung von Munition und Nachschub war mit enormen Schwierigkeiten verbunden. Westlich von Étavigny begannen die Schützengräben der deutschen 7. Division. Hier wütete das französische Feuer mit geringerer Kraft, allerdings bombardierte diese Artillerie systematisch das gesamte Gebiet. Um 6:45 Uhr meldete die deutsche Flugaufklärung, dass neue französische Kolonnen von Nanteuil nach Betz unterwegs seien, ab den Morgen wurde ersten Teile der französischen 7. Division zwischen der 61. Reserve-Division und der 14. Division eingeschoben, die 63. Reserve-Division kämpfte um Acy-en-Multien. Die Franzosen hatten sich auch im Raum nördlich von Meaux verstärkt und bedrohten auch den deutschen linken Flügel, indem er ihn mit schwerem Artilleriefeuer eindeckte. Die deutsche Brigade von Kraewel musste mit der schweren Artillerie des III. Armee-Korps und etwas Kavallerie auf der Straße La Ferté-sous-Jouarre in Richtung Trilport aufgestellt werden. Diese Brigade konnte die Wirkung der englischen Batterien durch flankierendes Artilleriefeuer reduzieren und gab Deckung in Richtung Coulommiers, wo der Gegner in Richtung Grand Morin anrückte. Eine undankbare Rolle spielte noch immer die französischen 8. Division, die um Chessy stationiert war und in der Lage war, in Richtung Couilly in der Flanke des Feindes zu stoßen und die Straße von Coulommiers nach Meaux zu beherrschen. Deren Vormarsch war aber dem Vorgehen der britischen Armee untergeordnet und kam nicht zu vollen Wirkung. Sie blieb nahe Chessy den ganzen Morgen mit ihrer Waffe zu ihren Füßen, rückte dann nur langsam vor und biwakierte am Abend in der Nähe derselben Straße von Quincy-Voisins nach Couilly. Erst tagsüber setzte sie sich endlich in Bewegung und passierte das rechte Ufer des Grand Morin; ihre Brigaden rücken in Kolonne in Richtung Ségy und Condé-Sainte-Libiaire nach Couilly vor, bekam aber keinen Kontakt mit dem Feind. Die deutschen Kavalleriedivisionen unter von der Marwitz zogen sich zurück und am Abend des 7. befand sich seine 9. Kavallerie-Division östlich von Trilport, seine 2. Kavallerie-Division bei Pierre-Levée.
Das IV. Reserve-Korps und das II. Armee-Korps kämpften nördlich von Meaux zwischen Betz nach Varreddes einen harten Kampf. Die Divisionen unter General von Lochow befanden sich auf dem direkten Weg nach La Ferté-Milon und Crouy, die Verbindung mit dem II. Kavallerie-Korps in der Region Trilport haltend. Generaloberst von Kluck sah seinen Kampf um den Drehpunkt von Varreddes gefährdet: Die Engländer und die französische 8. Division hatten die Straße Meaux-Coulommiers erreicht und feuerten ihre Kanonen weit darüber hinaus ab.
Angesichts der Lage setzte General Sixt von Arnim alle seine Hoffnungen auf das baldige Eintreffen der Masse der 6. Division. Die Artillerie dieser Division erschien ab 9:45 Uhr in das ihr angegebene Gebiet in Villers-les-Potes. Die Infanterie befand sich nach einem Gewaltmarsch von 35 km mit ihrer Vorhut bei Varinfroy. Um 8 Uhr morgen nahm die 61. Reserve-Division ihre Ausgangspositionen für den Angriff im Raum Villers-Saint-Genet ein, die 122. Brigade hatte den Angriff auf Betz zu führen, die 121. Brigade hatte in den Wald von Montrolles einzudringen. Um 13 Uhr entwickeln die deutschen Geschütze ein fieberhaftes Feuer, um den Angriff zu verzögern. Das französischen Vorrücken war mit großen Schwierigkeiten verbunden, da das Angriffsfeld unter deutschen Artilleriefeuer stand. Das 219. Regiment, das die Höhe 132 erreicht hatte, blieb die ganze zweite Tageshälfte unter Artilleriefeuer. Früh in der Nacht trieb sie ein heftiger deutscher Gegenangriff aus dem Wald und in die Außenbezirke von Villiers-Saint-Genet zurück. Obwohl die Aktionen des Kavalleriekorps Sordet am 8. September im Allgemeinen erfolglos blieben, spielte das überraschende Erscheinen der 5. Kavallerie-Division im Rücken der deutschen 1. Armee eine wichtige Rolle für den Ausgang der gesamten Schlacht. Deren Kavallerie drang über Crepy-en-Valois, durch den Wald von Vomoise bis zum Fluss Ourcq vor, den sie bei Troësnes überquerte, wo sie deutsche Sicherungen nach Faverolles zurückdrängte.
General Maunoury antwortete am Nachmittag an General Franchet d’Esperey, der ihn zum Angriff drängte: „Ich stehe an der Front Meaux-Étavigny in Kämpfe und hoffe, die deutsche rechte Flanke bei Étavigny zu umgehen und sie auf den Ourcq zurückwerfen zu können.“ Frische Truppen waren unbedingt erforderlich, um die von Joffre in seinem Befehl um 15 Uhr geforderte Erweiterung nach Norden durchzuführen. Maunoury, der die Verstärkungen schneller in Linie bringen wollte, ordnete nach Rücksprache mit Gallieni um 17:30 an, dass die 7. Division mit der gesamten Artillerie des 4. Corps am Morgen des 8. September zwischen Nanteuil und Betz angreifen sollte. Der Transportdirektor war zu diesem Zweck von Gallieni damit beauftragt worden, für einen Tag 500 Autotaxis zu requirieren, die mit vollem Benzintank ausgestattet waren. Der Einsatz der Autos war von der Militärregierung von Paris mehrere Tage lang vorbereitet worden. Gallieni hatte, als er über die Maßnahmen nachdachte, die zur Evakuierung von Ausrüstungsgegenständen zu ergreifen seien, falls der Feind seine Bedrohung für Paris verschärfen sollte, den Befehl gegeben, vorübergehend alle Fahrzeuge in der Hauptstadt, darunter auch die Taxis zu requirieren. Er ließ die Autos zum Rathaus von Gagny zu leiten, neben 100 Autos die bereits an der Porte de Boulogne nach Gagny vorfuhren, wo sie gegen 17 Uhr dem General Maunoury unterstellt waren. General Boëlle erließ seinerseits den folgenden Befehl: „Die 13. Brigade (101. und 102. Regiment) unter Oberst Farret wird per Bahn eingeschifft; die 14. Brigade (103. und 104. Regiment) unter General Félineau wird per Autotaxi transportiert.“ Die drei Bataillone des 104. Regiments erreichten gegen 2 Uhr morgens an der Ecke der Nationalstraße mit der Straße Silly-le-Long. Zwei Bataillone des 103. Linienregiments wurden von Taxis 1500 Meter südlich von Nanteuil abgesetzt, wo der Konvoi auf Teile des Kavalleriekorps Sordet traf. Allerdings kamen das 101. und 102. Regiment erst im Morgengrauen des 8. am Bahnhof Nanteuil an, während das letzte Bataillon des 103. erst am Abend des 8. am Bahnhof eintraf. Letztendlich waren es gesamt nur fünf Infanteriebataillone mit 800 Mann, also insgesamt 4000 Mann, die mit Autos und Taxis in wenigen Stunden etwa 50 Kilometer nordöstlich von Paris transportiert wurden.
Im Sektor des 7. Corps blieb die 14. Division nach erfolglosen Angriffsversuchen in ihren Stellungen und wartete auf die Ergebnisse des Vormarsches des 4. Corps. Die 7. Division, die rechts von der 61. Reserve-Division vorrückte, verließ morgens Nanteuil, mittags passierte ihre Vorhut die Linie Sennevieres – Chevreville, um 15:30 Uhr erreichte ihr linker Flügel den südwestlichen Felsvorsprung des Waldes von Montrolles, der rechte Flügel besetzte die Farm Gueux. Feindliches Batteriefeuer zwang zum vorzeitigen Anhalten. Der Kommandeur des 4. Korps, General Boelle, erkannte, dass sich die deutschen Truppen immer mehr verstärken konnten. Er verschob die weitere Offensive auf den nächsten Tag, befahl aber vorerst, „um jeden Preis an den erreichten Linien festzuhalten und unsere Stellungen durch ernsthafte Feldbefestigungen zu stärken“. Die Einheiten der 63. Reserve-Division näherten sich um 10.30 Uhr der Straße Acy-Etrepilly, passieren den Bauernhof Molny und erreichten den Ortsrand von Vancy. Starkes deutsches Feuer führte zum Rückzug nach Fosse-Martin.
Um 16 Uhr ging das französische 153. Regiment aus Betz zurück, gleichzeitig griffen die Einheiten der deutschen 6. Division im Raum nördlich von Antilly in die Kämpfe ein. Nur der 6. Division gelang es, das ihr zugewiesene Gebiet zu erreichen (die Masse der 5. Division wurde bei Lizy durch die südlichen Angriffe festgehalten !) 10.000 Mann und 108 Kanonen verstärken den deutschen rechten Flügel, der sich jetzt bis in den Wald von Villers-Cotteres ausdehnte. Die 800 Meter hinter der Kampflinie positionierte Artillerie eröffnete das Feuer. Die Front von Acy erstreckte sich über eine Länge von 15 km bis Cuvergnon.
Die 61. Reserve-Division hatte sich an die Front Nanteuil-Bouillancy zurückgezogen. Ein Angriff auf Silly-le-Long um 18 Uhr war von einem Regiment der 7. Division zurückgeschlagen worden, die auch bei Nanteuil-le-Haudouin problemlos ihre Verbindungen aufrechterhalten hätte, wenn sie nicht durch einige irrige Befehle zurück musste. Auf der rechten Flanke startete die Gruppe Lamazes zusammen mit der 45. Division erfolglose Angriffe gegen die Linie Etrepilly – Vareddes. Die englische Armee drängte die deutsche Nachhut nach heftigen Kämpfen bei La Trétoire und Signy-Signets zurück, überquerte den Petit Morin und erreicht die Front La Ferté-sous-Jouarre – Viels-Maisons. Aus dem Südosten marschierten bedeutende englische und französische Streitkräfte nördlich des Grand Morin in Richtung auf La Ferté-sous-Jouarre und Saint-Cyr-sur-Morin vor. Gegen 11:20 befahl Kluck dem IX. A.K. die offene Marne-Linie von La Ferté-sous-Jouarre bis Nogent-l’Artaud und den 1. Kavallerie-Korps die Linie La Ferté – Villeneuve zu verteidigen.
Das 1. Kavalleriekorps (Garde-Kavallerie- und 5. Infanterie-Division) wurde vom Wirbelsturm des Rückzugs mitgerissen und wurde teilweise desorganisiert. Um 20 Uhr abends musste die Garde-Kavallerie-Division den Surmelin-Abschnitt räumen und sich auf Condé-en-Brie zurückziehen.
Am Abend des 8. September war Maunoury endgültig davon überzeugt, dass er die deutschen Streitkräfte vor seiner Front nicht mehr schlagen konnte. Durch die im Laufe des Tages eingegangenen Nachrichten erfuhr man im Hauptquartier der 6. Armee, dass sich die gesamte deutsche 1. Armee über die Marne nach Norden zurückgezogen hatte. Nach einer Einschätzung des französischen Grand Quartiers stellte die deutsche 1. Armee ein „schlagkräftiges Flankenkommando“ gegen die 6. Armee auf, um die eigene linke Flanke zu sichern. Sollte sich der deutsche Druck als zu stark erweisen, sollte der linke Flügel der 6. Armee in Richtung Nanteuil zurückgebogen werden. Das betriebene Flankenmanöver der 6. Armee war nach erbitterten Kämpfe endgültig gescheitert. Die 6. Armee erwies sich als zu schwach und zu inaktiv, um den gewonnenen Überraschungsvorteil schnell nutzen zu können. Rechts vom 4. Corps erhielt das 7. Korps in der Nacht zum 9. den Befehl, sich bei Chèvreville nach links zurückzuziehen, um die Verbindung zu seinem Nachbarn auf der linken Seite aufrechtzuerhalten.

## 9. September

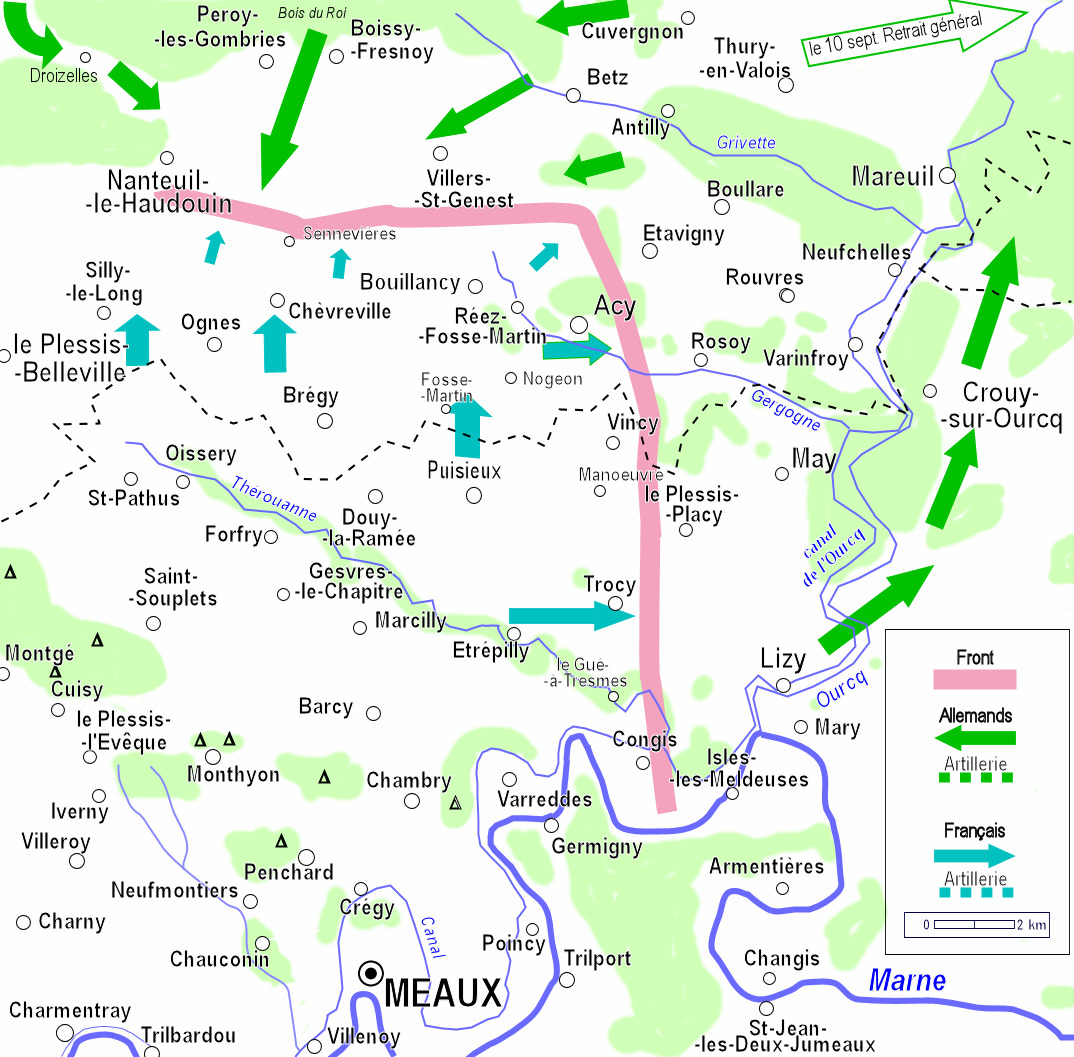
Lage am 9. September

Von Klucks Befehl schrieb vor, dass die 1. Armee die Linie von Cuvergnon bis zur Marne-Biegung bei Congis zu Halten habe und bereitete die Gegenoffensive im Norden vor. Auf französischer Seite hatte General Maunoury, dessen Armee jetzt auf etwa 130.000 Mann angewachsen war, für den 9. September die Defensive einzunehmen und die Stellungen am Ourcq um jeden Preis zu halten, während an der Marne bereits erfolgreiche Offensivmanöver durchgeführt wurden. Nach den vier Kampftagen vom 5. bis 8. September und der Ermüdung der Wochen zuvor wurde die Notwendigkeit deutlich, die von der Truppe geforderten Anstrengungen zu reduzieren. Es sollte solange Defensive eingehalten werden, bis die Aktion der englischen Armee zu spüren war und der entscheidende Schlag in Zusammenarbeit mit dieser Armee geführt werden konnte. Die Tendenz zum Abwarten wurde durch die Anweisungen von General Joffre am Morgen des 9. eindeutig bestätigt; um 10:30 Uhr kündigte dieser für die 6. Armee zur Verstärkung die Ankunft einer weiteren Division an, fügte jedoch hinzu: „Vermeiden Sie in der Zwischenzeit jede entscheidende Aktion, indem Sie, falls nötig, die linke Flanke der Armee nach Paris zurückziehen.“
General Maunoury nahm darauf Kontakt mit Marschall French auf und entsandte einen Offizier, der versuchte die gemeinsame Offensive vorzubereiten. General Boëlle hatte den ganzen Tag auf die 8. Infanterie-Division gewartet, die auf Befehl des Oberbefehlshabers den Süden der Marne verlassen hatte, um sich dem 4. Corps anzuschließen. Sie wird aber erst in der Nacht in Cuisy ankommen und dann in Richtung Plessis-Belleville agieren.
Am Vorabend hatte die 6. Armee gemäß dem Befehl des Oberkommandos das Kavalleriekorps Bridoux (Sordet war von Joffre abberufen worden) von der Front „abgekoppelt“, um zu erfahren, was sich hinter der Armee von Kluck und was sich im Norden in Richtung Villers-Cotterêts und Soissons abspielte, wo deutsche Verstärkungen gemeldet worden waren. Die 4. Schwadron der 3. Husaren durchquerte als Avantgarde Crépy-en-Valois bereits in der Nacht auf den 9. machte sich auf den Weg nach Villers-Cotterêts. In der Nachbarschaft wurde nur eine Reservedivision gemeldet.
General Boëlle richtete sich ab 5 Uhr morgens zur Verteidigung ein: Die Deutschen hatte die Orte Bargny und Betz evakuiert, die französische Kavallerie hielt Macquelines und stand vor Gondreville in Kontakt mit der deutschen Kavallerie. Bis 10:30 Uhr blieb die Situation stabil, nur das deutsche Artilleriefeuer wurde heftiger. General Desprez stand mit seinen Truppen in Fresnoy. Um 11:45 Uhr brach eine heftige Kanonade in Richtung Nanteuil-le-Haudouin los: die Projektile schlugen zwischen diesem Ort und dem Dorf Droiselles ein. General Boëlle verließ seine Position bei Nanteuil und verlegte sein Hauptquartier nach Chèvreville. Die Deutschen versuchten, das 4. Corps die Flanke abzuringen, indem sie in der Region Versigny-Rosières auftauchten. Die auf der Hochebene von Étavigny-Boullarre stationierte deutsche Artillerie wirkte insbesondere gegen den Bois de Montrolles. Die Situation am linken Flügel wurde heikler, nachdem französischer Kavallerie bei Macquelines und bei Crépy-en-Valois auftauchte. Die französische 7. Division hatte sich mit Front nach Osten vom Bois de Montrolles bis Bouillancy halten, um das 7. Corps zu unterstützen. Die 61. Reserve-Division sollte versuchen Betz zu besetzen zur Linken soll die 14. Division bis Bouillancy verteidigen.
General Boëlle ergriff sofort Maßnahmen, um die gefährliche deutsche Bewegung zu vereiteln. Er ließ Silly-le-Long besetzen, um die aus Montagny-Sainte-Félicité auftauchenden Gegner aufzuhalten und befahl die von deutscher Infanterie bedrohte Straße Nanteuil-Plessis-Belleville um jeden Preis zu verteidigen. Er ließ somit einen „Verteidigungshaken“ durch die Orte Droiselles, Péroy-les-Gombries und Boissy bilden und bereitete sich darauf vor, einen Angriff der von Norden gemeldeten deutschen 43. Reserve-Brigade (General von Lepel) abzufangen.
In der ersten Tageshälfte des 9. September hielt die deutsche 1. Armee die Infanterie unbeweglich; es gab aber eine heftige Kanonade gegen die Linie der 5. Gruppe der Reservedivisionen. Von seiner 80.000 Mann starken Verstärkung erwartete von Kluck und von Kuhl für diesen Tag die Entscheidung. Mit dem Gegenangriff, der zwischen Nanteuil und Betz angesetzt war, wurde General der Infanterie Ferdinand von Quast betraut. Gegen Mittag nahm der Artilleriekampf, der nur auf dem französischen rechten Flügel tobte, plötzlich neue Dimensionen an. Teile der 56. Reserve-Division griffen mit Hilfe eines Flugzeugs, das das Feuer der Artillerie leitete, die große schwere deutsche Batterie von Trocy an, welche den Franzosen bereits mehrere Tage schwere Verluste zugefügt hatte. General Dartein, Kommandeur der 56. Division, schickte starke Aufklärungseinheiten nach Étrépilly und Trocy; er verfolgte eine deutsche Kompanie, die im Dorf Étrépilly allein zurückgelassen wurde und verfolgte diese bis nach Trocy. „Um jeden Preis durchhalten“, befahl General Boëlle um 15:45 Uhr „wenn die 61. Division zurückginge, würden die Truppen der 7. Division vorrücken, um die Schlachtlinie aufrechtzuerhalten, die um keinen Preis zurückgedrängt werden dürfe.“  Zu diesem Zeitpunkt schien der Rückzug für das 4. Corps nur mehr möglich über einen schmalen Weg zwischen Senneviéres und Silly in Richtung Südosten. Jeden Moment konnten die Franzosen hier zwischen zwei Feuern gelangen, denn nordwestlich von Nanteuil, auf den Höhen oberhalb der Straße fuhr deutsche Artillerie auf. Die Truppen des deutschen IX. Armee-Korps gewannen nach und nach an der Linie Betz-Nanteuil-le-Haudouin die Oberhand und konnten bis zum Eintreffen des Rückzugsbefehl fast 10.000 Gefangene einbringen und 50 Kanonen erbeuten.
Um 13 Uhr griffen die Deutschen südlich von Bois-du-Roi an, das vom französischen 317. Regiment gehalten wurde. Sie besetzen den Ort Lévignen, drängen die französische 3. Kavallerie-Division (Oberst von Lastours) zurück und kommen über die Hauptstraße heraus. Auf der linken Flanke auf dem Rosières-Plateau trat die 1. Kavallerie-Division in die Linie ein wurde aber bald auf dem Bauernhof Beaulieu zurückgedrängt. Um 14:30 postierte General Boëlle zwei seiner Artilleriegruppen in die Nähe von Croix-du-Loup und beherrschte dadurch über die Zugänge von Nanteuil-le-Haudouin. Ein Bataillon des 317. Regiments hielt sich den ganzen Tag in Droiselles und Umgebung. Die 61. Reserve-Division musste Villers-Saint-Genest, dann Boissy und Fresnoy aufgeben. Man konnte zwar noch immer Sennevières und die Straße Sennevières-Nanteuil verteidigen, aber Nanteuil-le-Haudouin ging an die deutschen Truppen verloren.
Beim IV. Reserve-Korps bildete die 4. Kavallerie-Division (General von Garnier) zunächst die Flankenwache, nachdem sie in die Region Thury-en-Valois zurückging stieß sie in der Region mit der französischen Kavallerie zusammen. Die beiden anderen Kavallerie-Divisionen (2. und 9.) des Höheren Kavallerie-Kommandos Marwitz waren bis zum Befehl von Kluck hinter der Marne um Ferté-sous-Jouarre geblieben. Um 15.00 Uhr traf zusammen mit dem Rückzugsbefehl für sie, sowie der bei Dhuisy angeschlossenen 5. Kavalleriedivision die Order ein, den Rückzug der 1. Armee nach Soissons zu decken. Was die 5. Infanterie-Division betraf, musste sie die Marne überqueren und nach Marigny-en-Orxois fliehen. Die Nachhut, die sich bis zuletzt in der Gegend von Château-Thierry aufhielt, wurde vom Gegner umzingelt und musste sich dem Kavalleriekorps Conneau und dem französischen 18. Corps (General Ma-Latrie) ergeben.
Aus den am Vortag gesammelten Informationen ergaben, dass die 6. Armee von Norden aus mit einem Flankenangriff rechnen musste. Tatsächlich hatte die 10. Landwehr-Brigade (mit der 1. Landsturmbatterie), die Belgien am 5. September verließ, nach Noyon marschierte, die Oise auf einer Bootsbrücke bei Compiègne überquerte und zum Ourcq herankam, um die deutsche äußerste Rechte zu verstärken. Am nächsten Tag erhielt die 7. Division, während sie die Ankunft dieser Verstärkung abwartete, den Befehl, an der von ihr besetzten Front Nanteuil-Senneviéres um jeden Preis durchzuhalten.
Um 13:00 traf der Gesandte der deutschen Heeresleitung. Oberstleutnant Hentsch vom Hauptquartier der 1. Armee in Mareuil ein und überbrachte folgende Mitteilung: Die Situation sei nicht günstig. Die 5. Armee wurde vor Verdun, die 6. und 7. Armee vor Nancy-Épinal gestoppt. Die 2. Armee ist nichts weiter als Schlacke. Ihr Rückzug hinter die Marne wäre unvermeidlich; der rechte Flügel (13. Division des VII. Korps) wurde zurückgeworfen. Es wäre auch notwendig, die Armeen so schnell wie möglich neu zu gruppieren: Die 3. Armee nordöstlich von Châlons, die 4. und 5. Armee über Clermont-en-Argonne in Richtung Verdun. Daher muss sich auch die 1. Armee zurückziehen, in Richtung Soissons-Fère-en-Tardenois und selbst im äußersten Notfall bis nach Laon-la-Fère. Die Linien, die die Armeen erreichen sollten, zeichnete er mit Kohle auf einer Karte nach. Im Raum Saint-Quentin wird eine Armee versammelt, dann könnte ein neues Manöver beginnen.
Generaloberst von Kluck musste die Notwendigkeit des Rückzuges der 1. Armee einsehen und befahl um 14 Uhr den Rückzug. Um 14.00 Uhr telegrafierte er per Funk an seine 4. Kavalleriedivision: Die 2. Armee geht in Richtung Épernay zurück. Die 1. Armee selbst zieht sich mit ihrem linken Flügel nach Soissons zurück.
Zusammenfassend war der deutsche Angriff zur Flankierung des 4. Corps ein fast verzweifelter Versuch. Es ging vor allem darum, um jeden Preis den Einsatz des französischen Kavalleriekorps Bridoux zu verhindern, der den befohlenen Rückzug der Armee von Kluck nach Soissons erschwert hätte. Die 7. Division hatte standgehalten; sie hatte den ganzen Tag die Gueux-Farm gesichert. Die energische Verteidigung bei Silly-le-Long reichte aus, um letzte deutsche Absichten zu zermüben, bald verstummte auch die Artillerie. Ab dem Abend schien es, als würde sich der Feind überall zurückziehen. Varreddes wurde am Mittag wieder besetzt; die deutsche Artillerie auf dem Trocy-Plateau wurde vollständig ausgeschaltet. Nanteuil-le-Haudouin wurde von den Franzosen wieder gewonnen. Die französische 5. Armee hatte die Marne überschritten und rückte die nächsten Tage in Richtung Soissons vor.
Am nächsten Tag wurden auf französischer Seite weitere Vorkehrungen getroffen, um den vorübergehend überraschten und erschütterten Teil der nördlichen Front zu konsolidieren: Die 62. Reserve-Division befand sich im Anmarsch, eine Brigade bei Ève und Plessis-Belleville, eine Brigade bei Dammartin; die 1. und 3. Kavalleriedivision waren am Morgen des 10. September einsatzbereit, nachdem die Pferde ausgeruht hatten. Die Truppen des verschanzten Lagers von Paris müssen am 10. September um 6 Uhr morgens ihre Kampfstellungen einnehmen; die Brigade der Marineschützen und zweieinhalb Bataillone Zuaven in Reserve versammelten sich ab 9 Uhr abends in der Schlucht von Morea und standen Gallieni zur Verfügung, während rechts eine Brigade Spahis nach Bondy-Bobigny-Drancy vorrückte.